# Уявні в'язниці
«Уявні в'язниці» (італ. Le carceri d'invenzione) — серія естампів Джованні Баттісти Піранезі, вперше опублікована 1750 року.

## Історія
1745 року Піранезі розпочав роботу над серією естампів «Уявні в'язниці». Тоді йому було двадцять п'ять років, і після десяти років навчання та практики гравіювання, він поділяв своє життя і роботу між Венецією та Римом. Точна дата першого видання «В'язниць» невідома, ймовірно, близько 1749—1750 років. Це перше видання містить чотирнадцять аркушів.
1761 року Піранезі видав друге, перероблене видання, доповнене двома додатковими аркушами.
Останнє видання було опубліковане посмертно в 1780 році.

## Опис
«Уявні в'язниці» демонструють архітектурні види вигаданих підземних казематів. У закритому, нічному просторі можна розрізнити склепіння монументальних пропорцій, отвори, заповнені ґратами, гвинтові сходи, підвісні доріжки, що ведуть в нікуди, величезні шибениці та колеса для катування, мотуззя, що звисає із шківів, все це створює враження якихось невідомих способів тортур. Низький ракурс зображення робить архітектуру особливо вражаючою. Фронтиспис першого видання описує зображення на естампах як « вигадливі фантазії», які нагадують радше театральні декорації, ніж справжні в'язниці, адже на той час італійські в'язниці мали форму невеликих підземель. Архітектура неоднозначна: зображені нереальні чи можливі будівлі, ці споруди містять певну кількість просторових аномалій. Представлені персонажі, малопомітні та крихітні, підкреслюють масштаб і складність сцен .
Жоден з естампів не має окремої назви. Проте зараз їм приписують назви, спираючись на основні елементи, зображені на них:
- I — Фронтиспіс
- II — Людина під тортурами (доповнення 2-го видання)
- III — Кругла вежа
- IV — Велика галерея
- V — Рельєфи левів (доповнення 2-го видання)
- VI — Тліюче вогнище
- VII — Підйомний міст
- VIII — Трофейні сходи
- IX — Велетенське колесо
- X — Платформа в'язнів
- XI — Арка з ярусами або Арка, оздоблена черепашками
- XII — Мольберт
- XIII — Колодязь
- XIV — Готична арка
- XV — Стовп з ліхтарем
- XVI — Стовп в ланцюгах

## Видання

### Перше видання
Перше видання В'язниць, опубліковане близько 1750 р., включає 14 гравюр без заголовків та номерів ; ці оригінальні версії часто мають майже ескізний характер. Естампи від I до IX мають вертикальний формат, естампи від X до XVI створені в горизонтальному форматі.

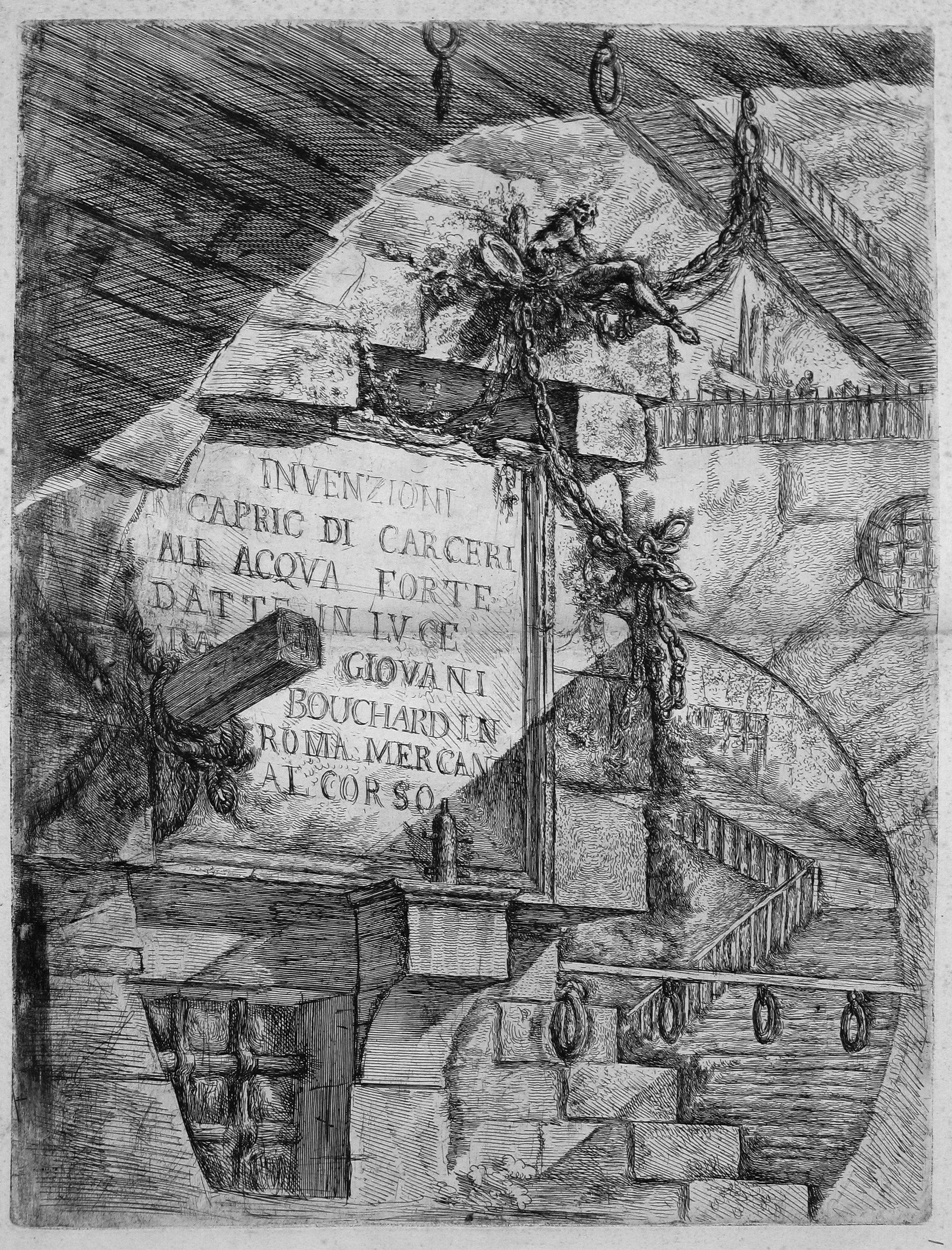
Естамп I : Фронтиспіс
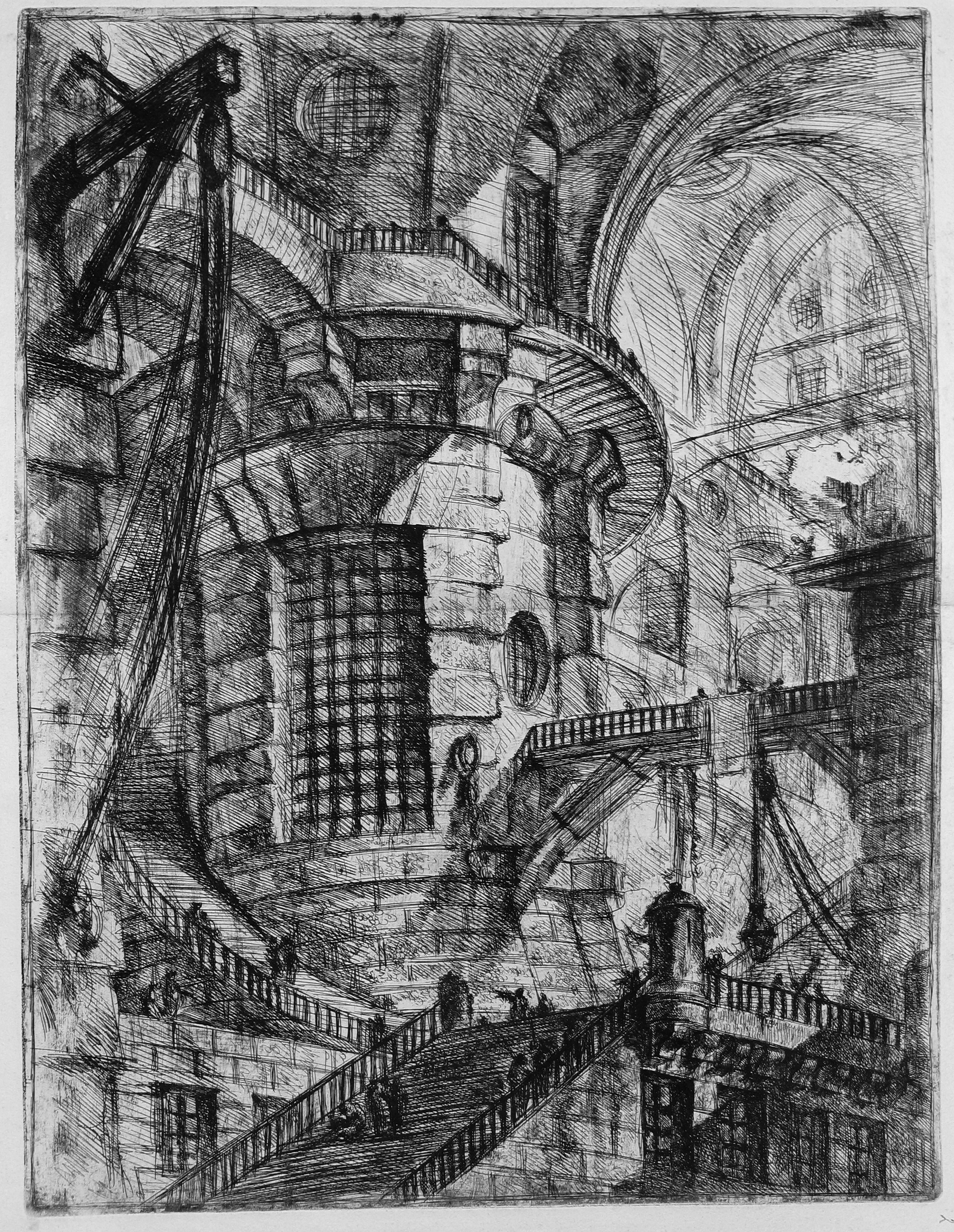
Естамп  III : Кругла вежа
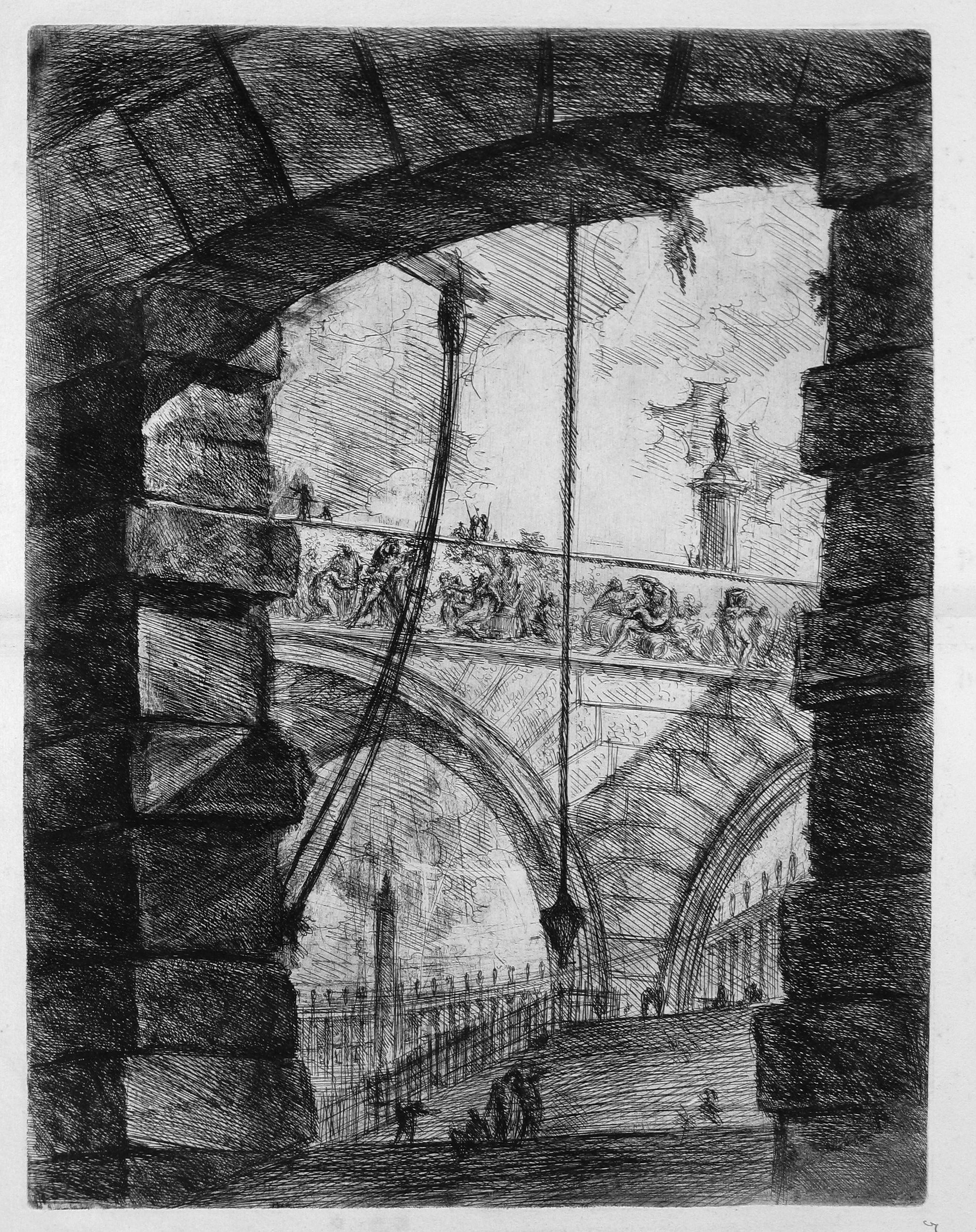
Естамп  IV : Велика галерея
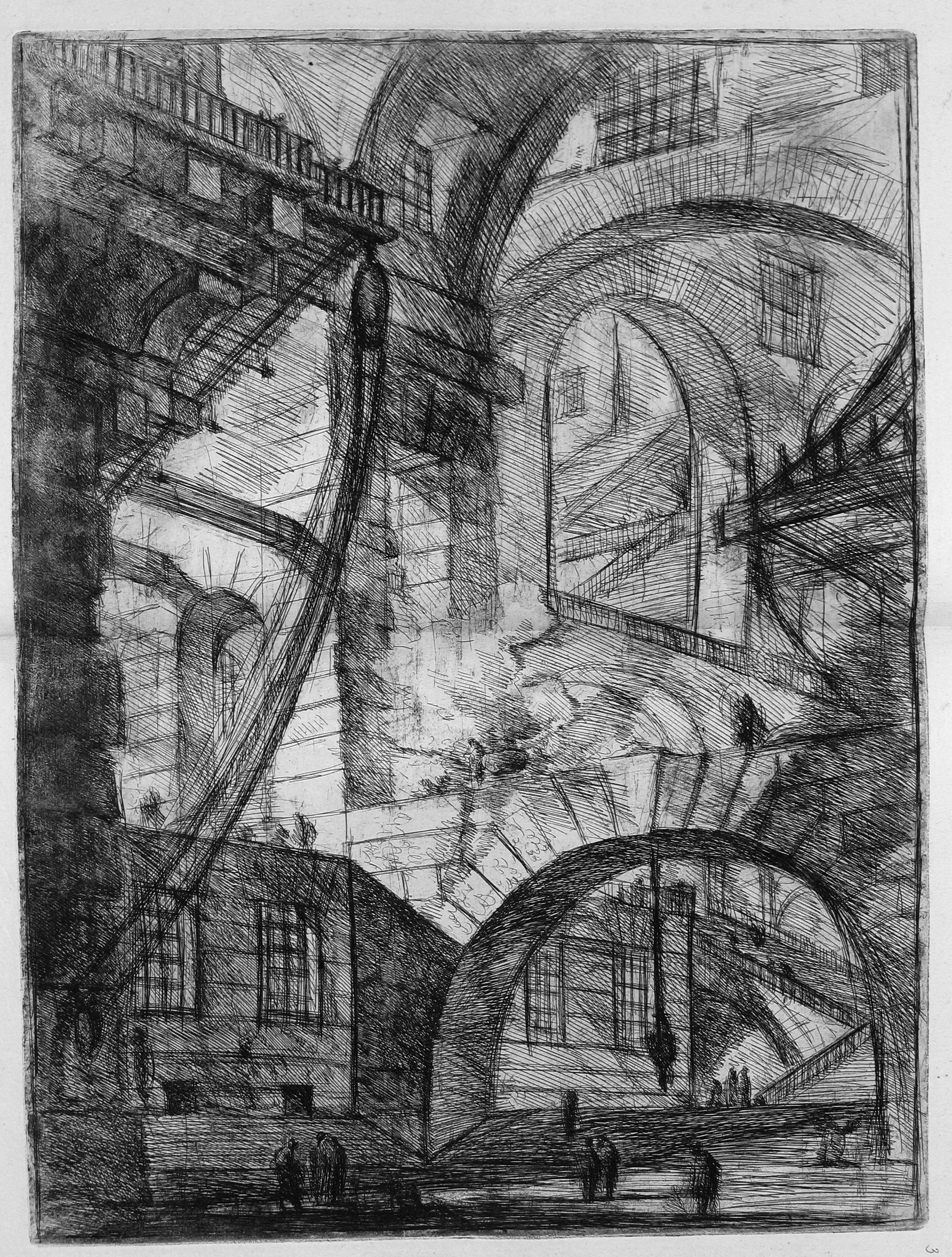
Естамп  VI : Тліюче вогнище
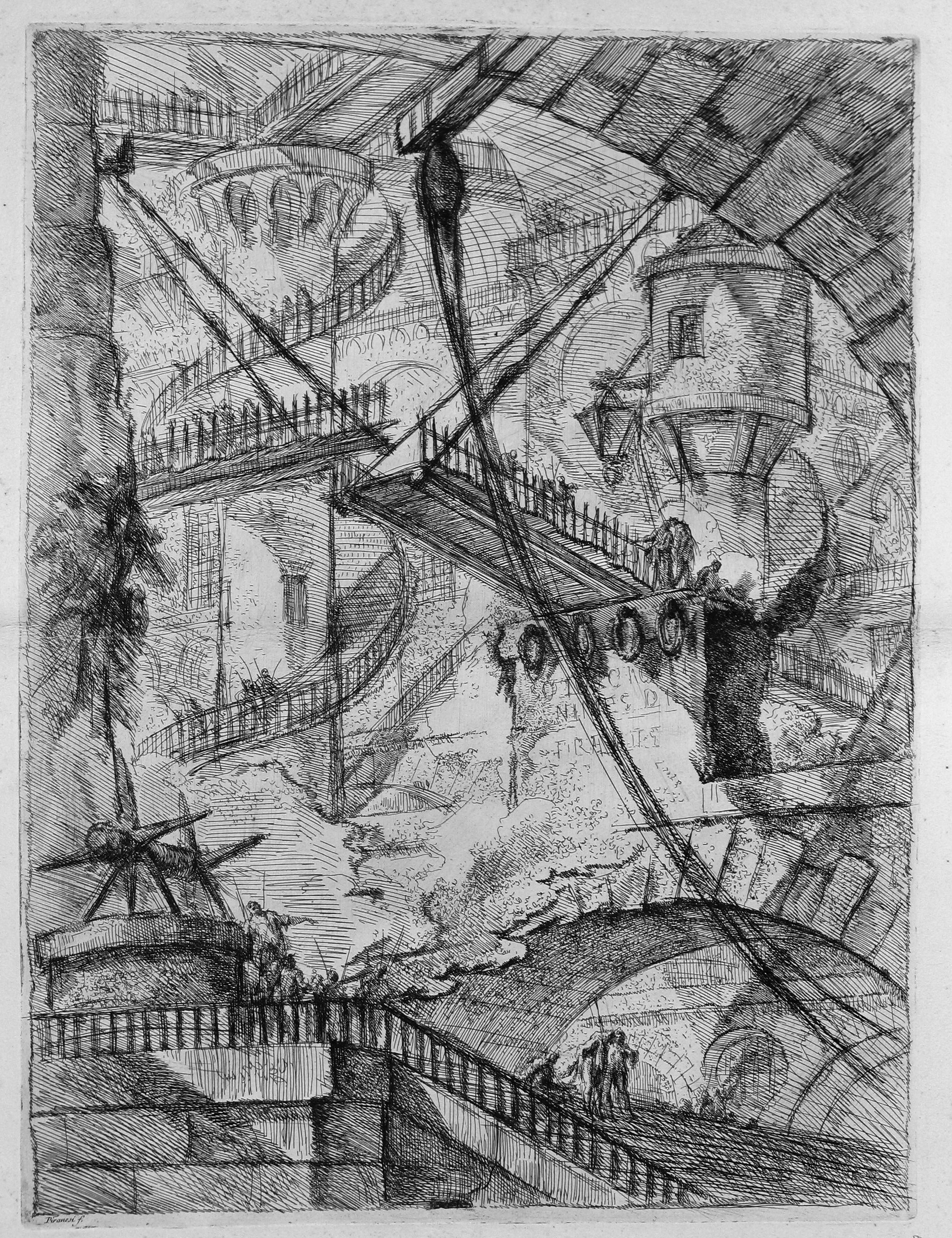
Естамп  VII : Підйомний міст
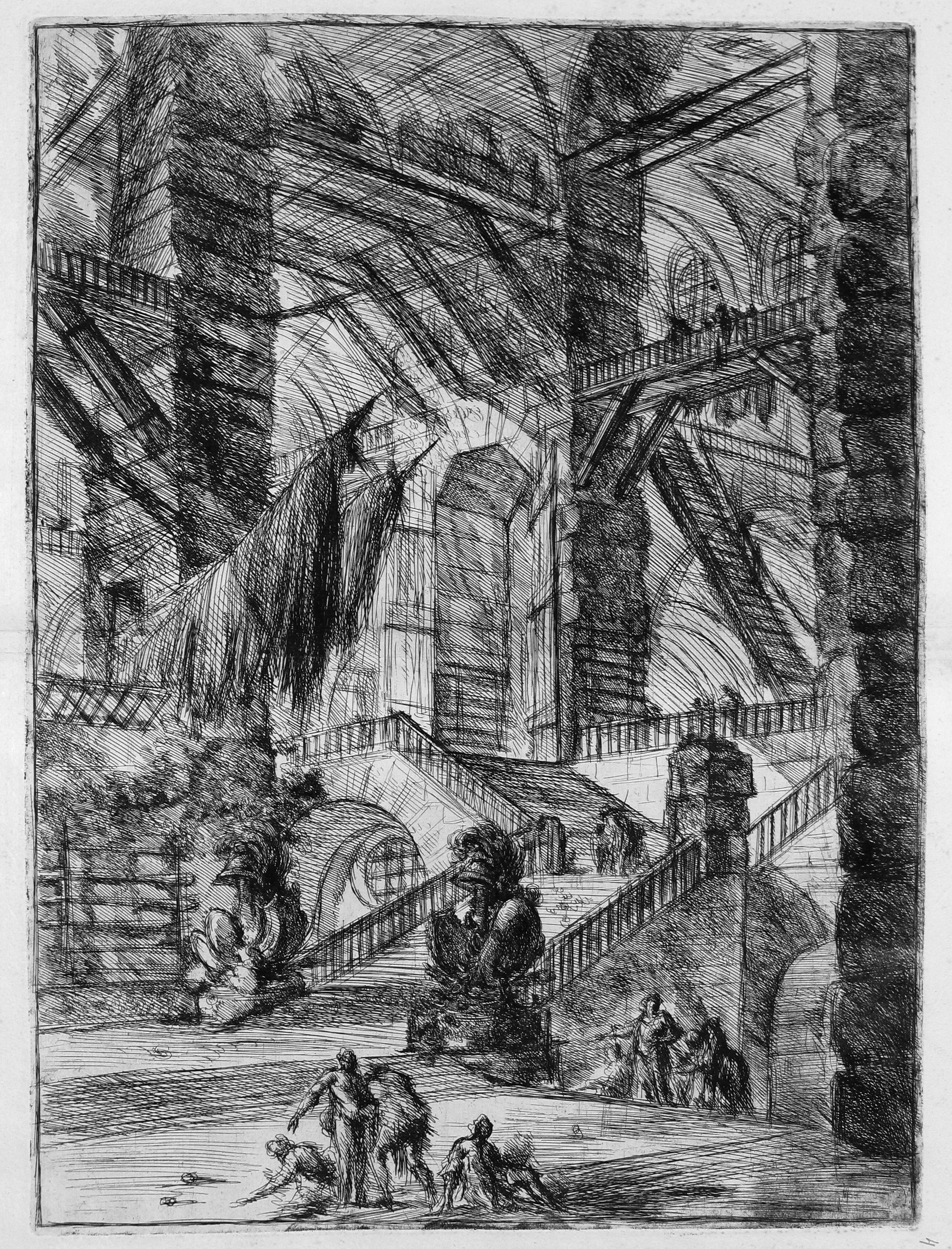
Естамп  VIII : Сходи з трофеями
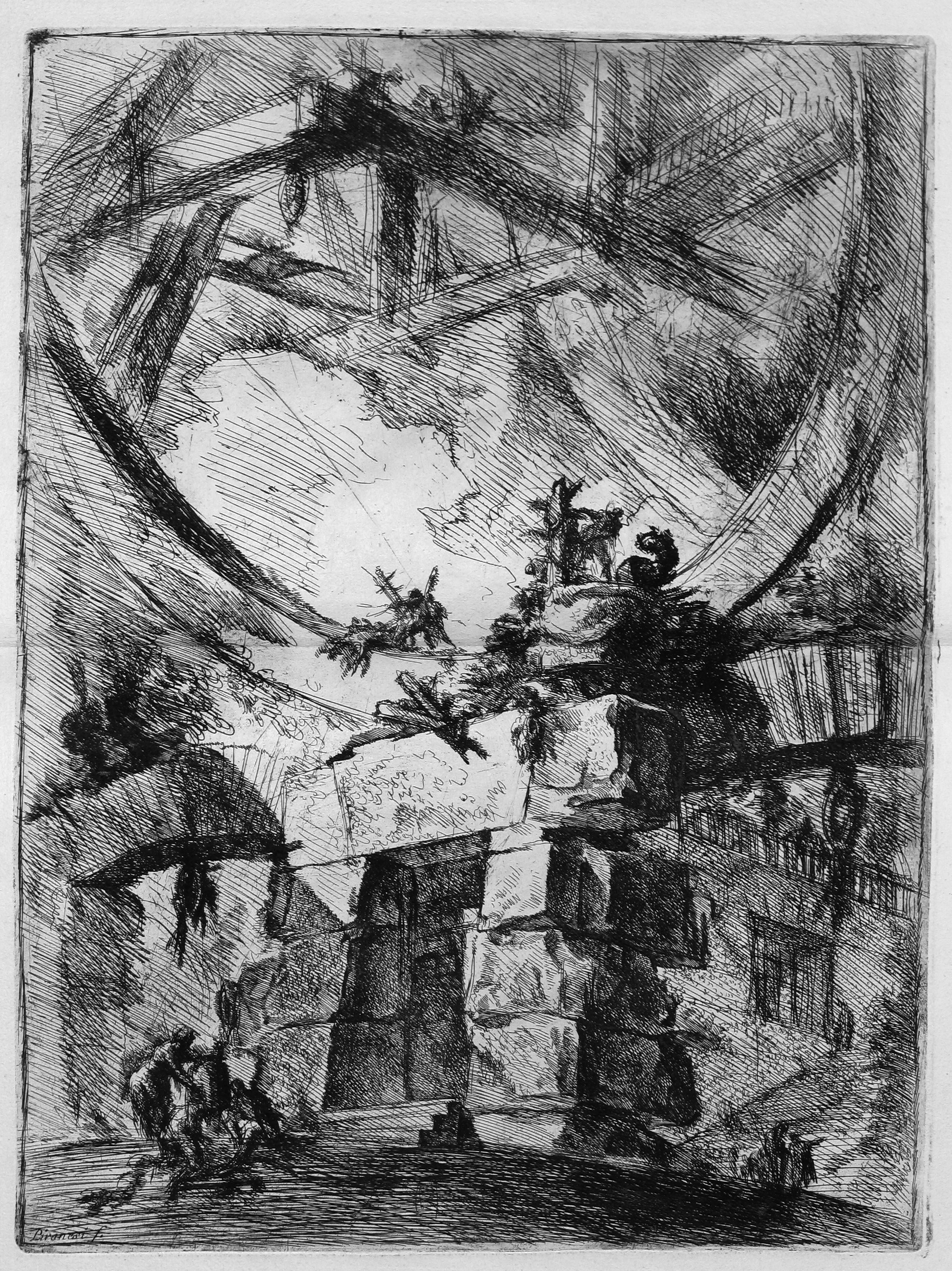
Естамп  IX : Велетенське колесо
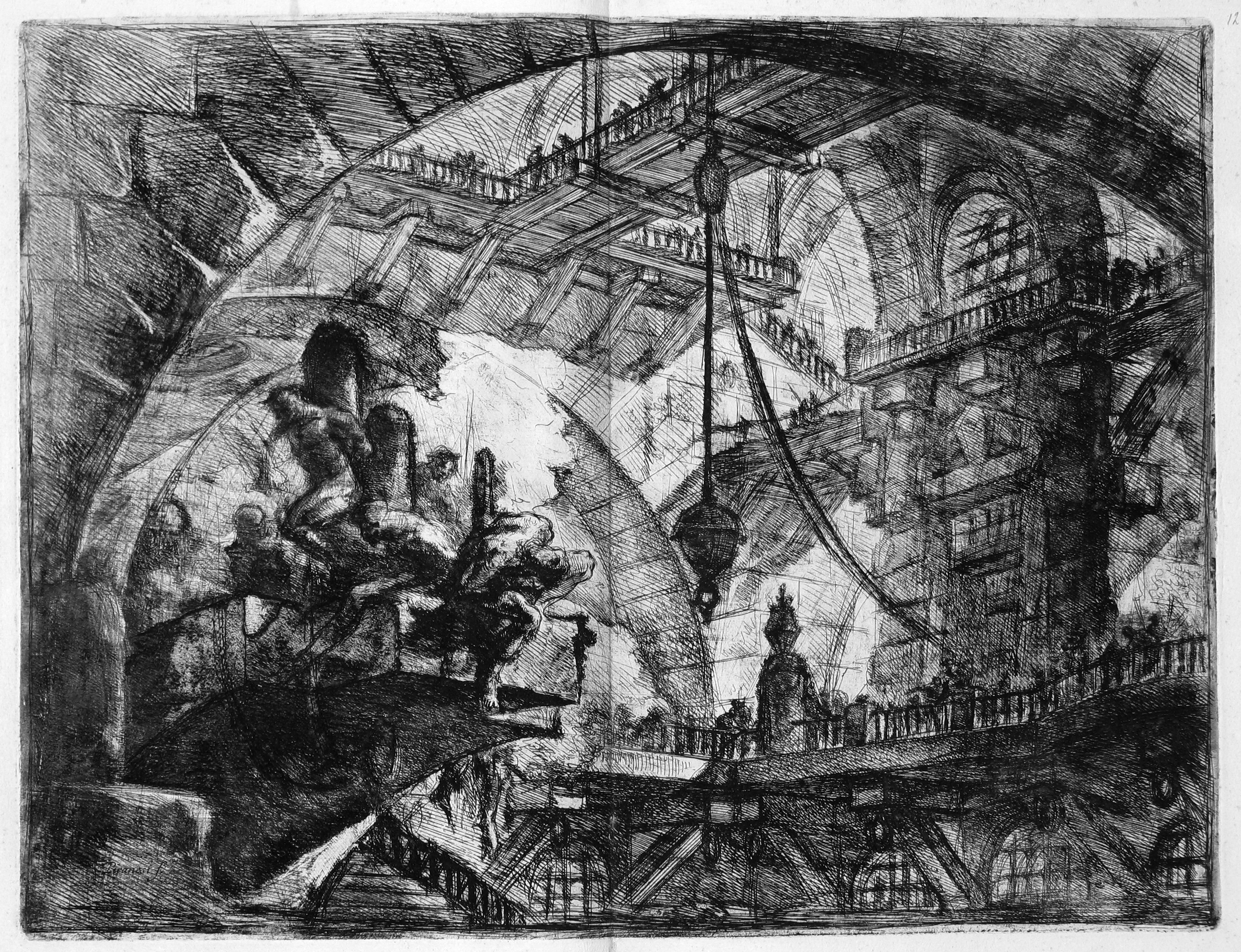
Естамп  X : Платформа в’язнів
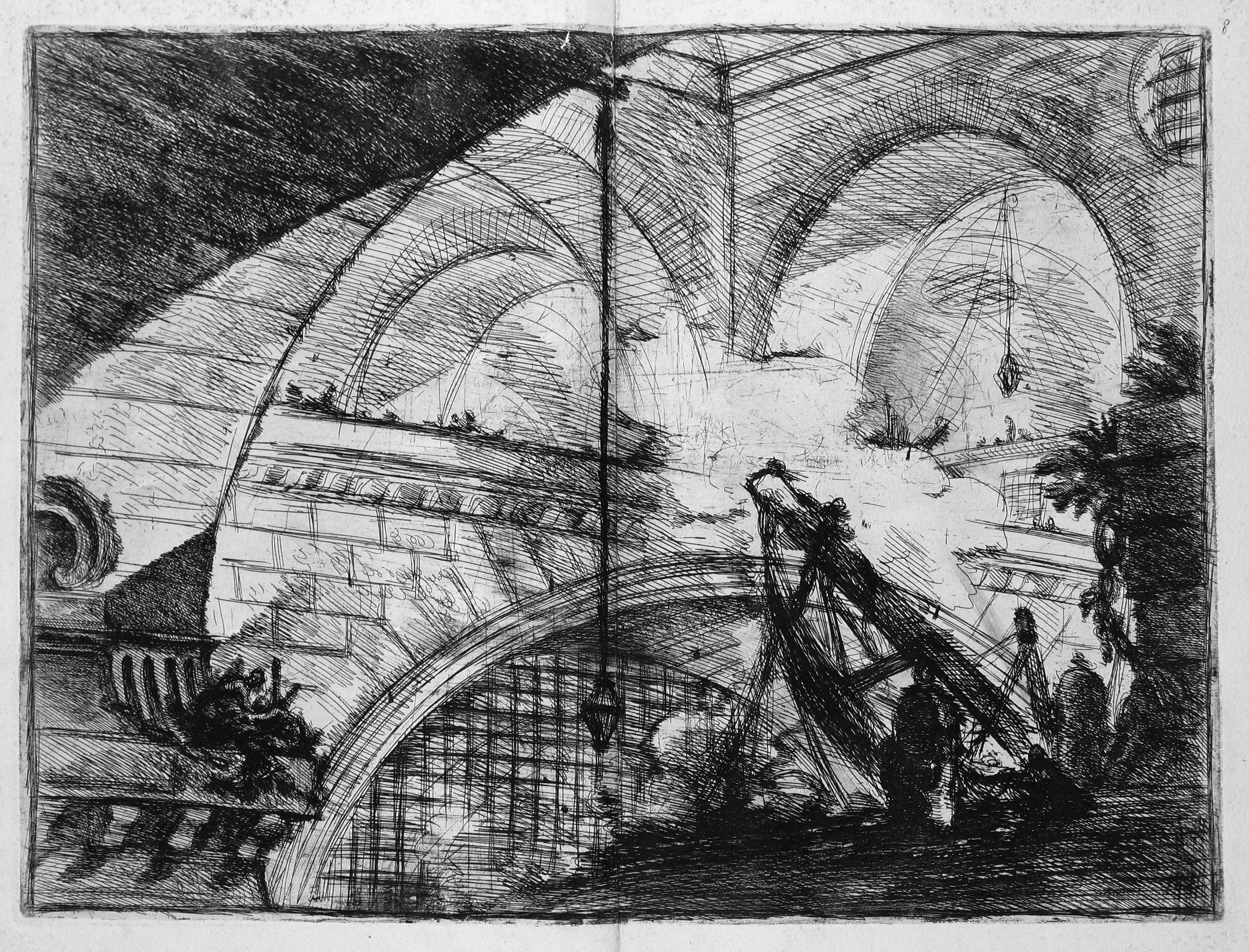
Естамп XI : Арка, оздоблена черепашками
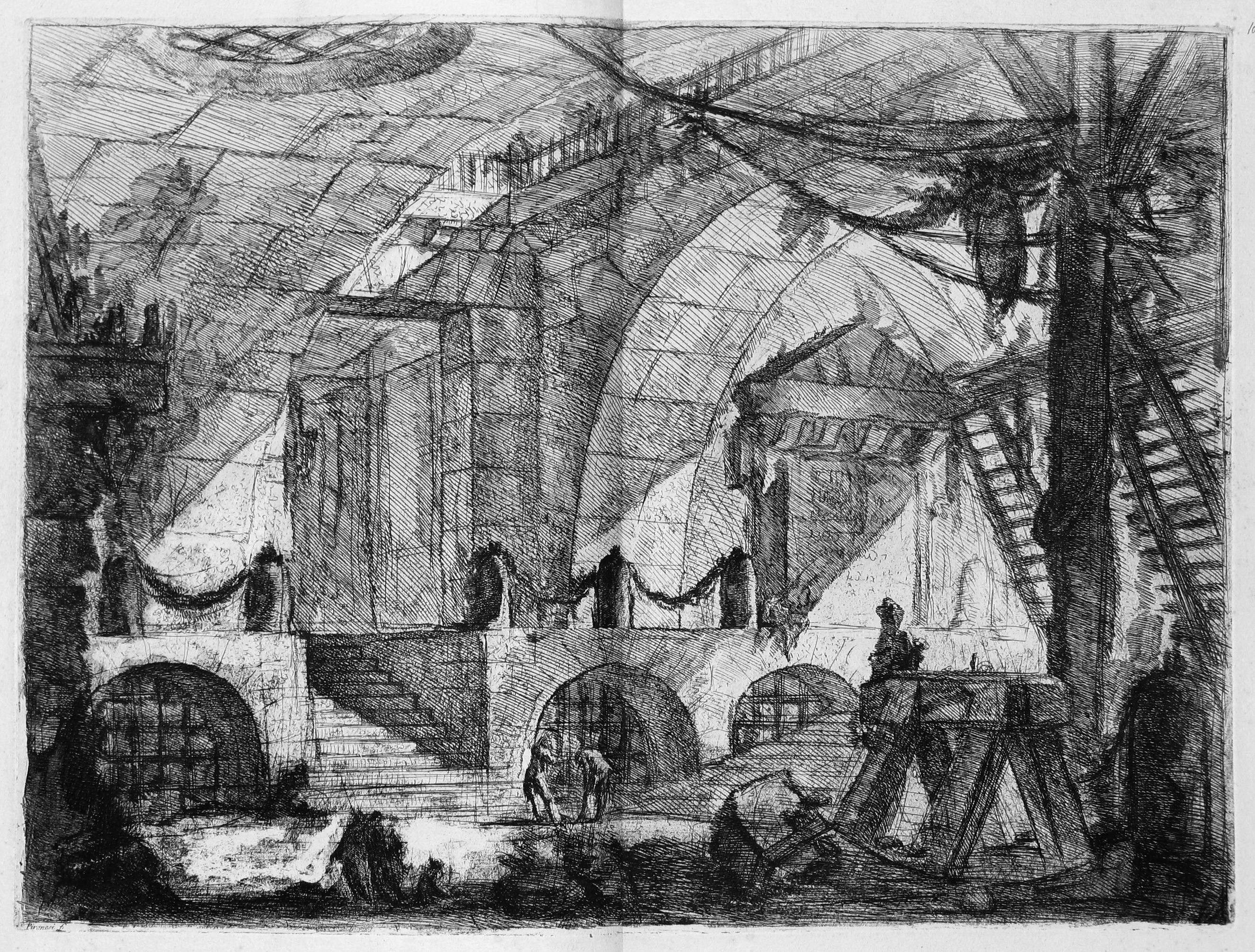
Естамп  XII : Мольберт
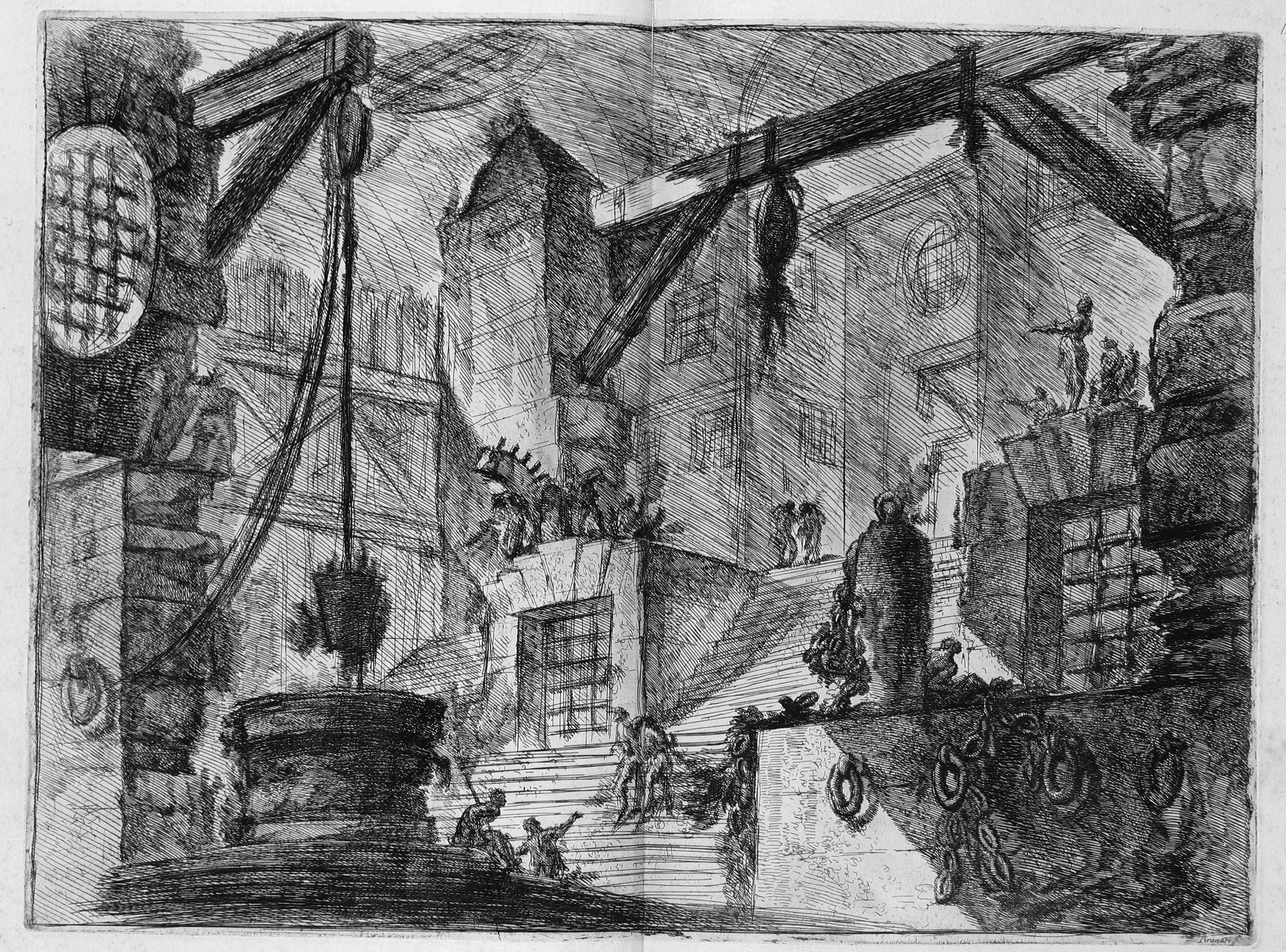
Естамп  XIII : Колодязь
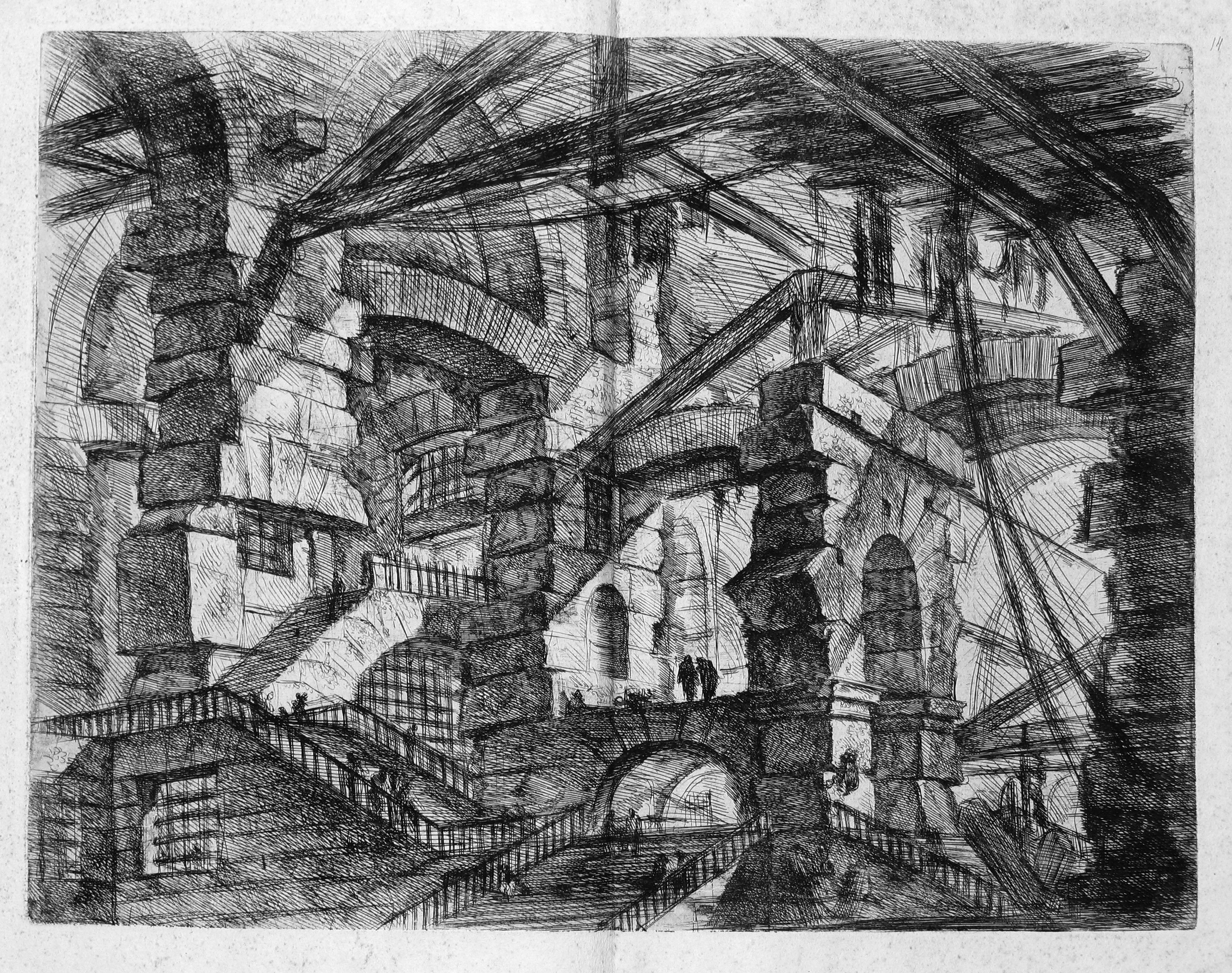
Естамп  XIV : Готична арка
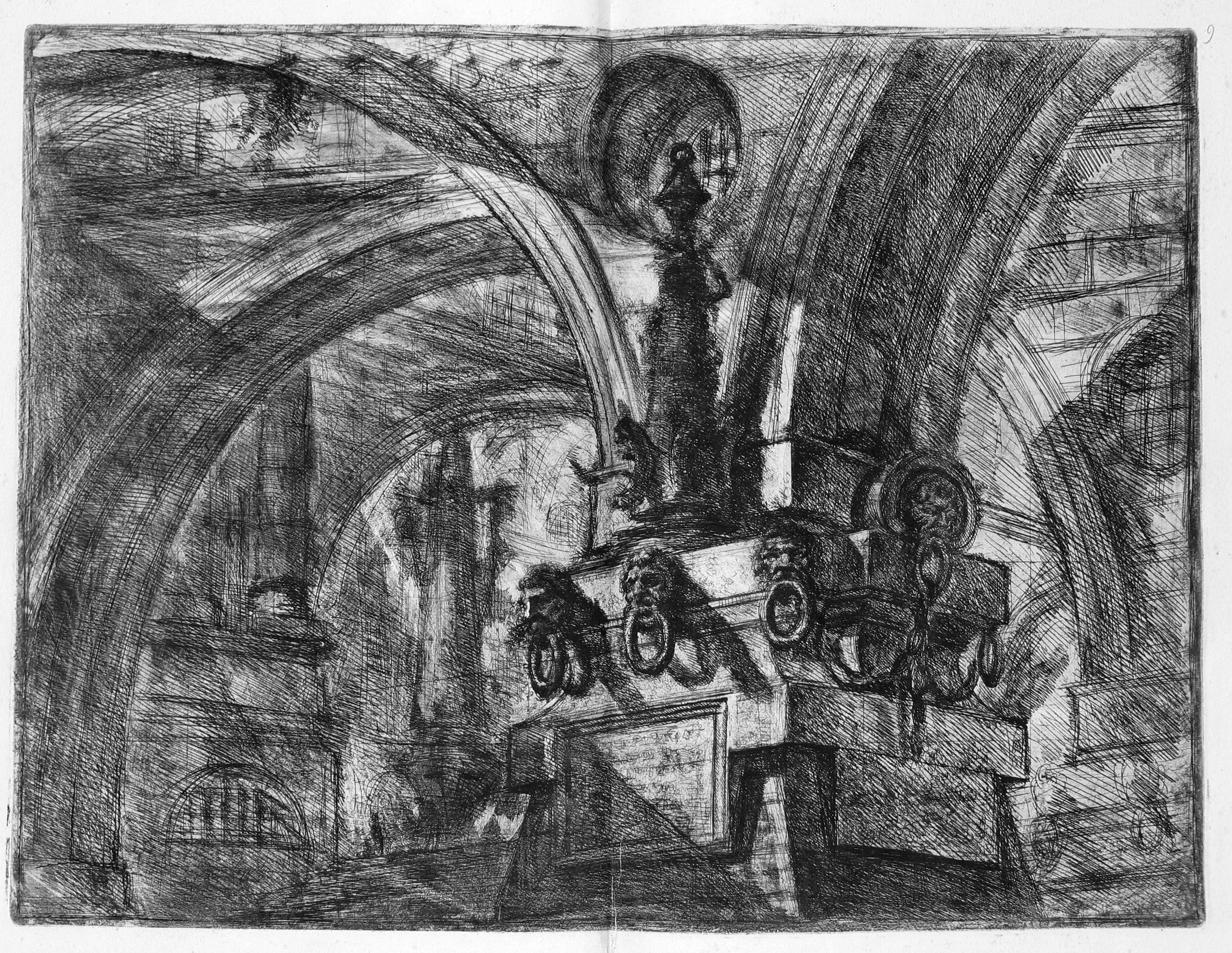
Естамп  XV : Стовп із ліхтарем
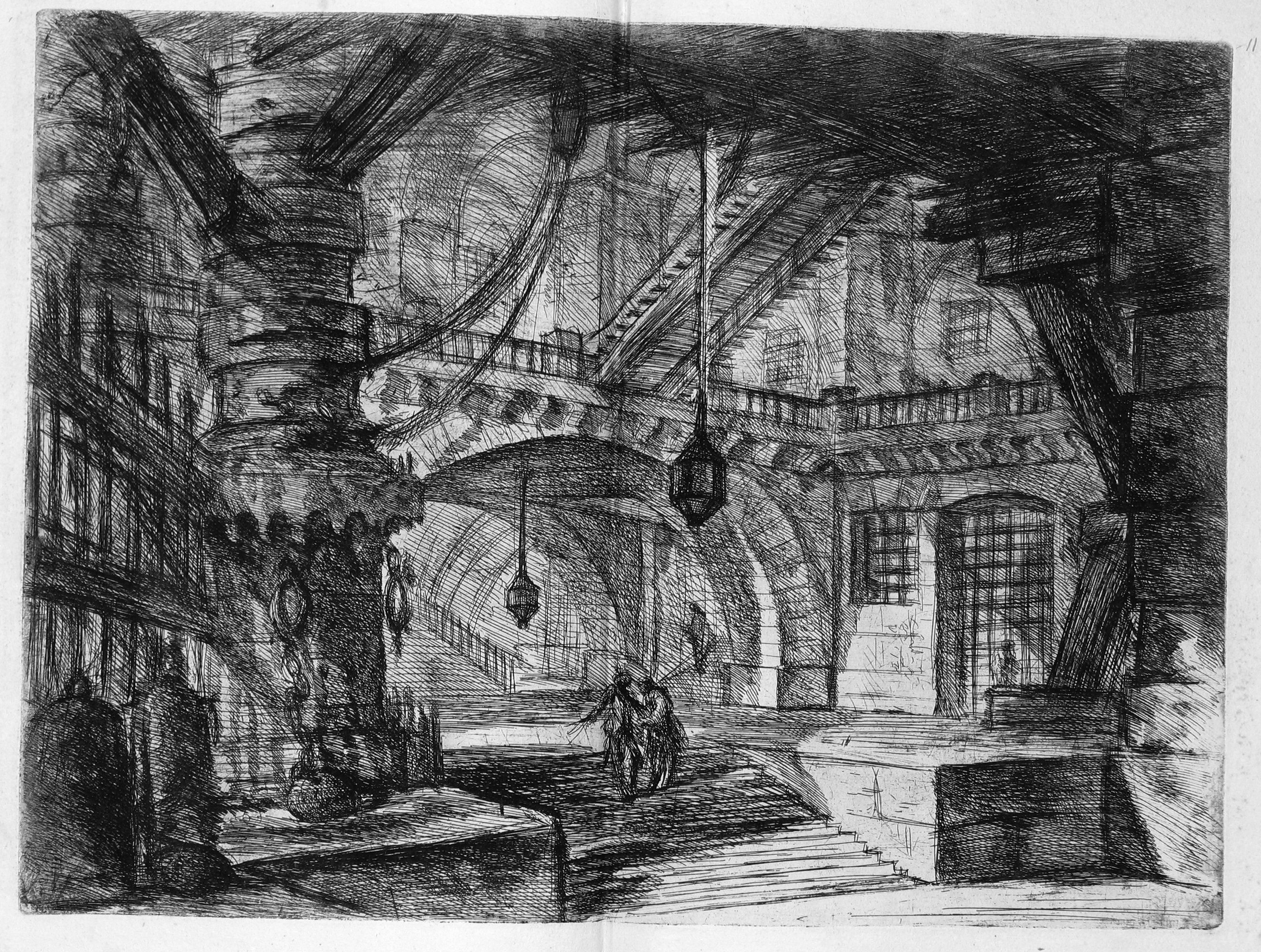
Естамп  XVI : Стовп у ланцюгах

### Друге видання
У 1761 р. Друга версія включала 16 гравюр без заголовків, але пронумерованих від I до XVI ; пластини II і V не публікуються, 14 інших перероблені, представляючи темніший стан. Що стосується першого видання, таблички І-ІХ мають вертикальний формат, таблички Х-XVI — горизонтальні.

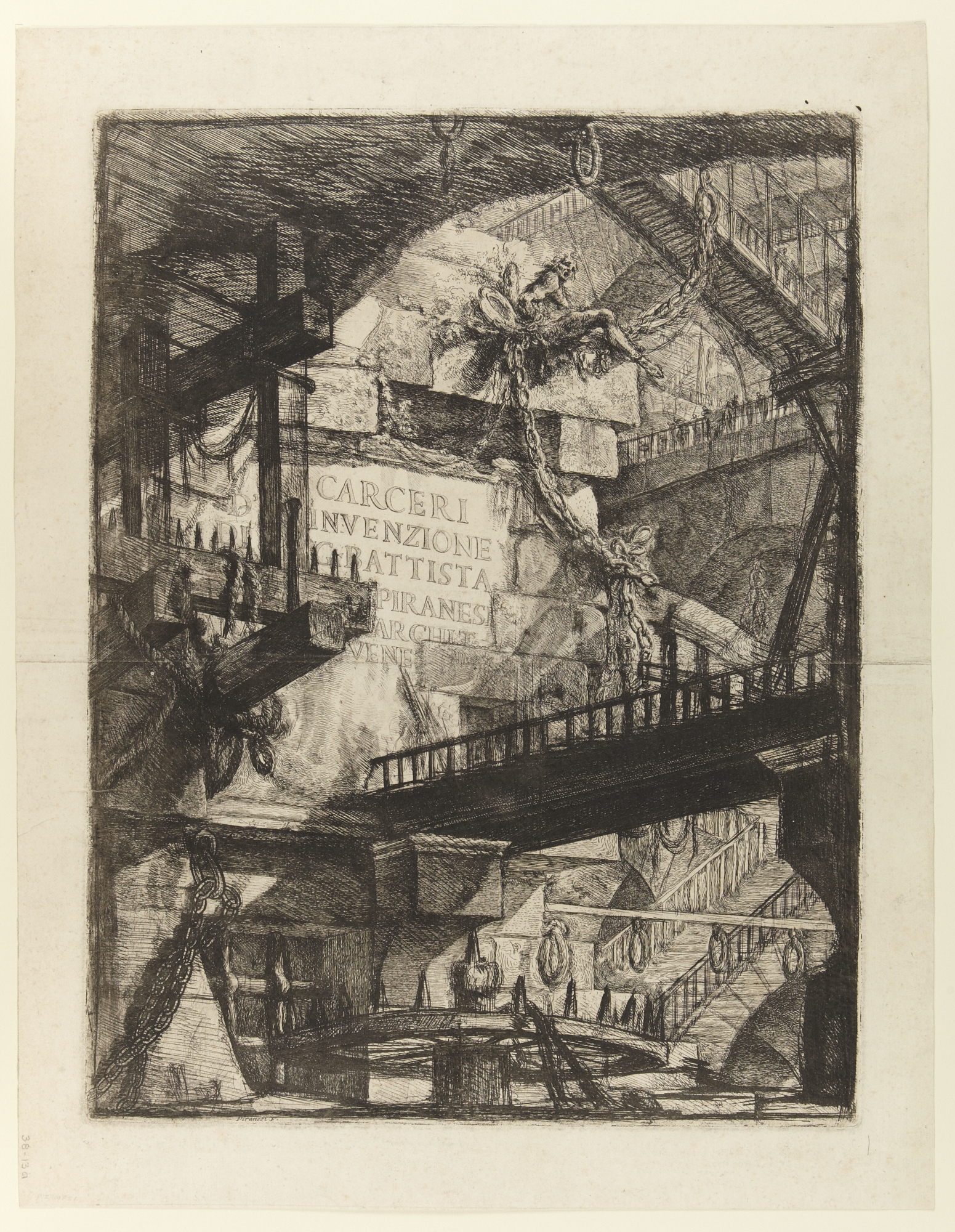
Естамп I : Фронтиспіс
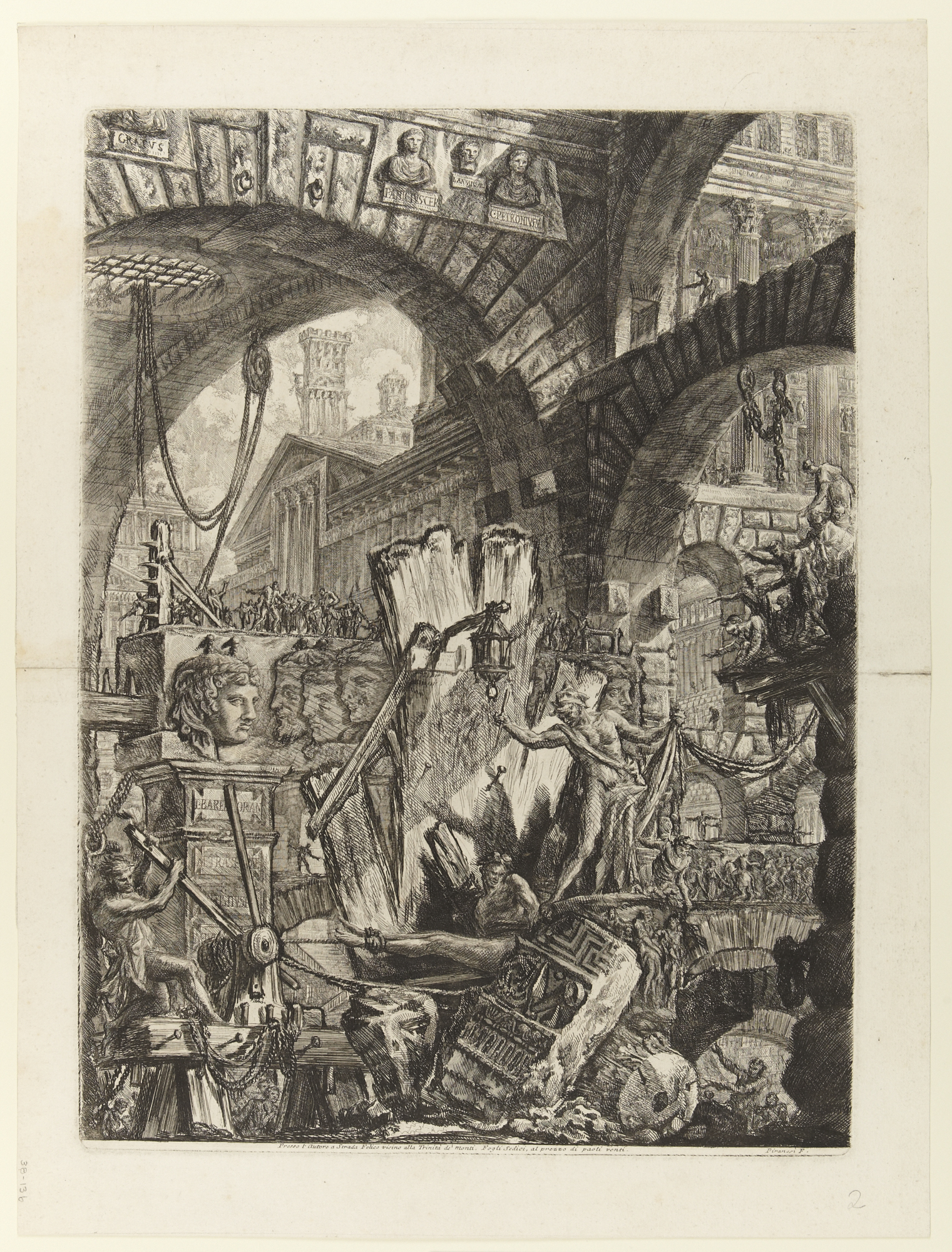
Естамп  II : Людина під тортурами
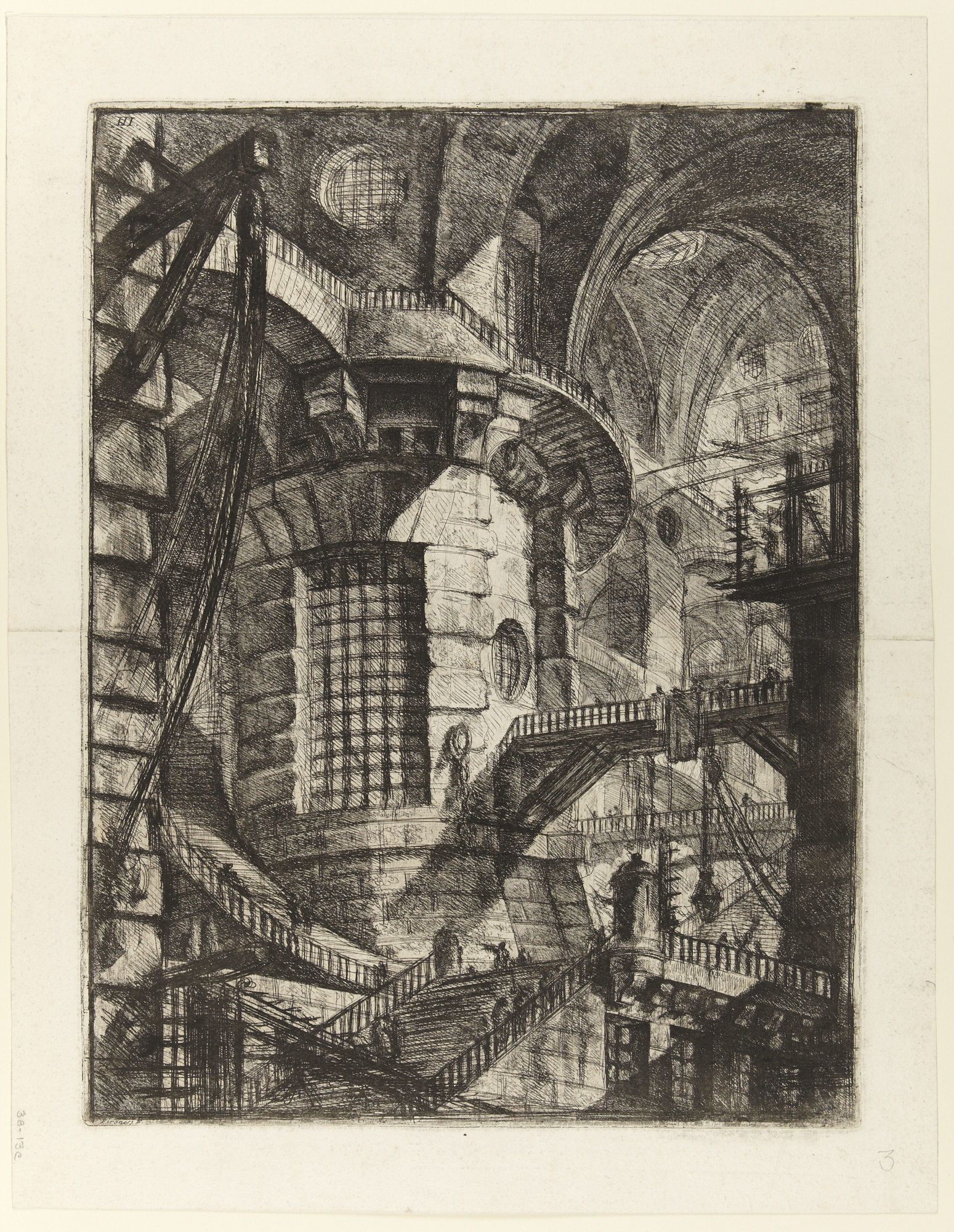
Естамп  III : Кругла вежа
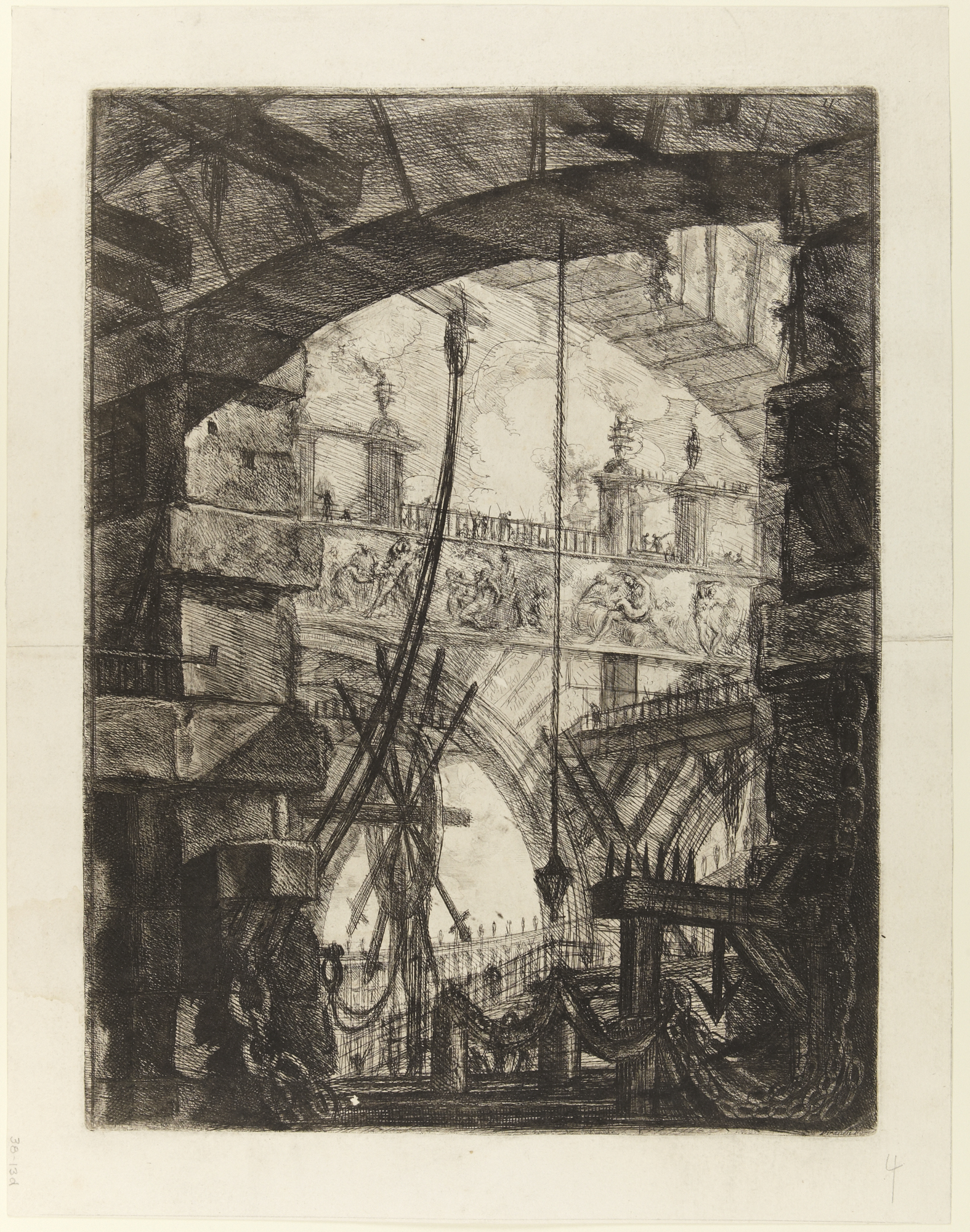
Естамп  IV : Велика галерея
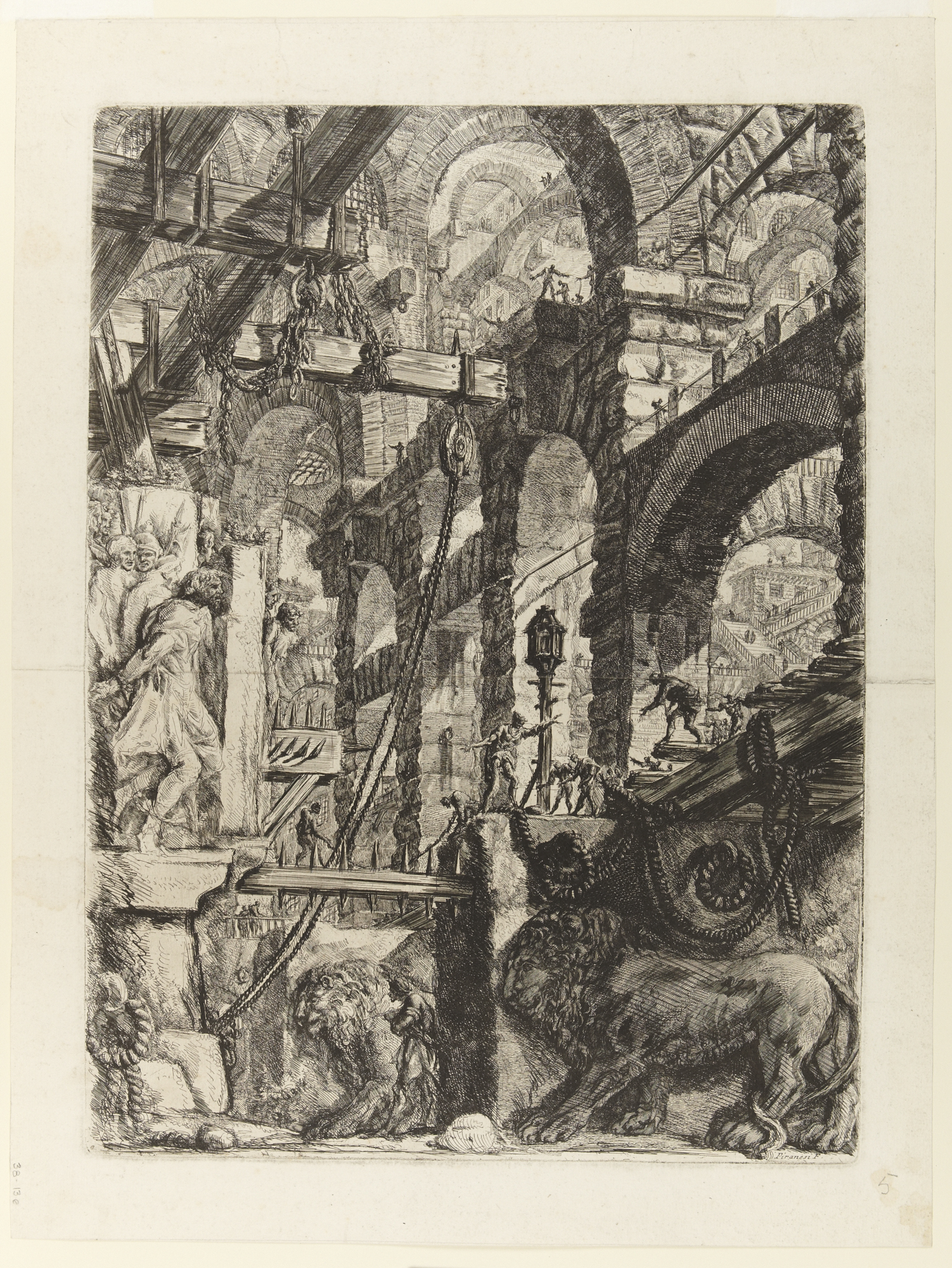
Естамп  V : Рельєфи левів
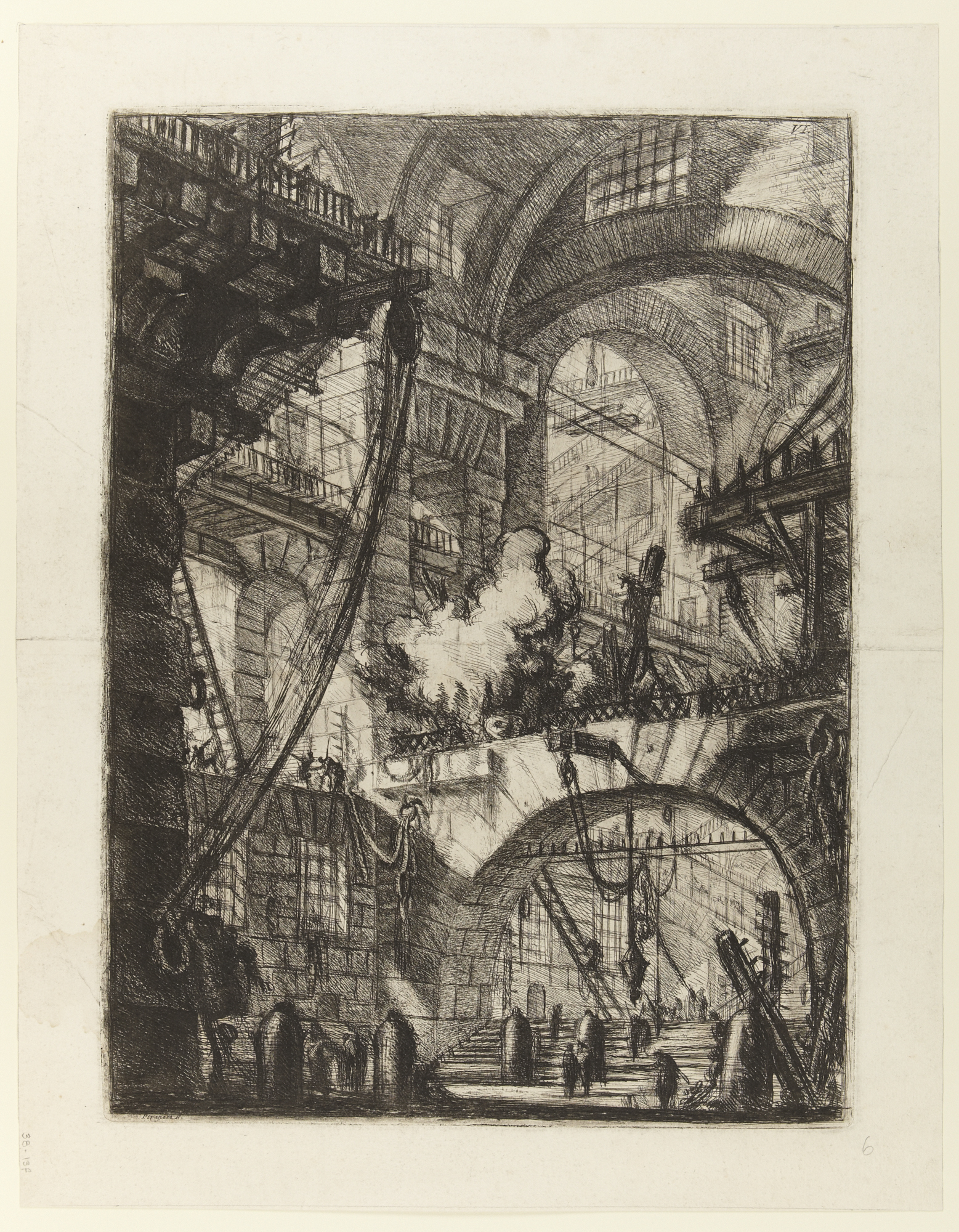
Естамп  VI : Тліюче вогнище
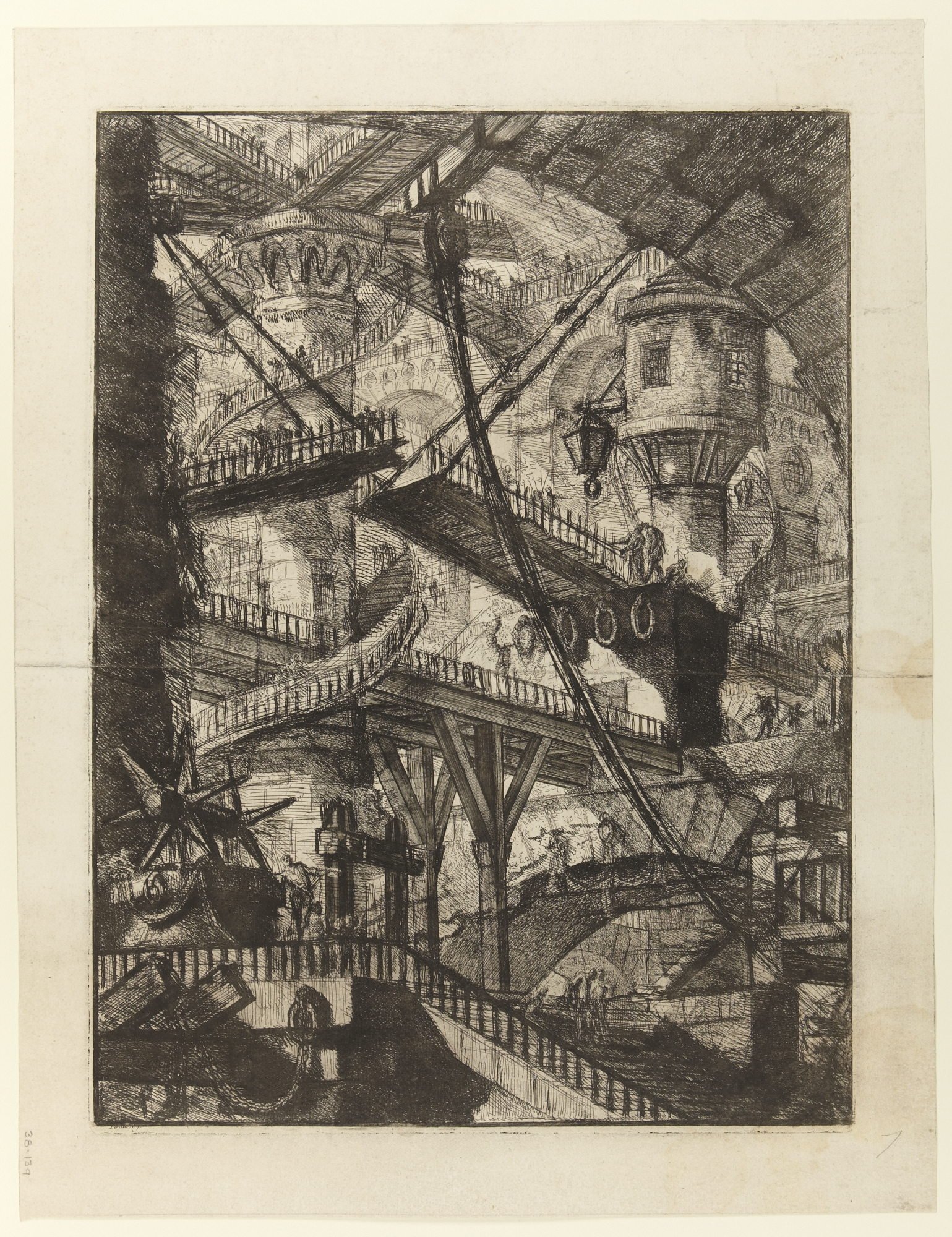
Естамп  VII : Підйомний міст
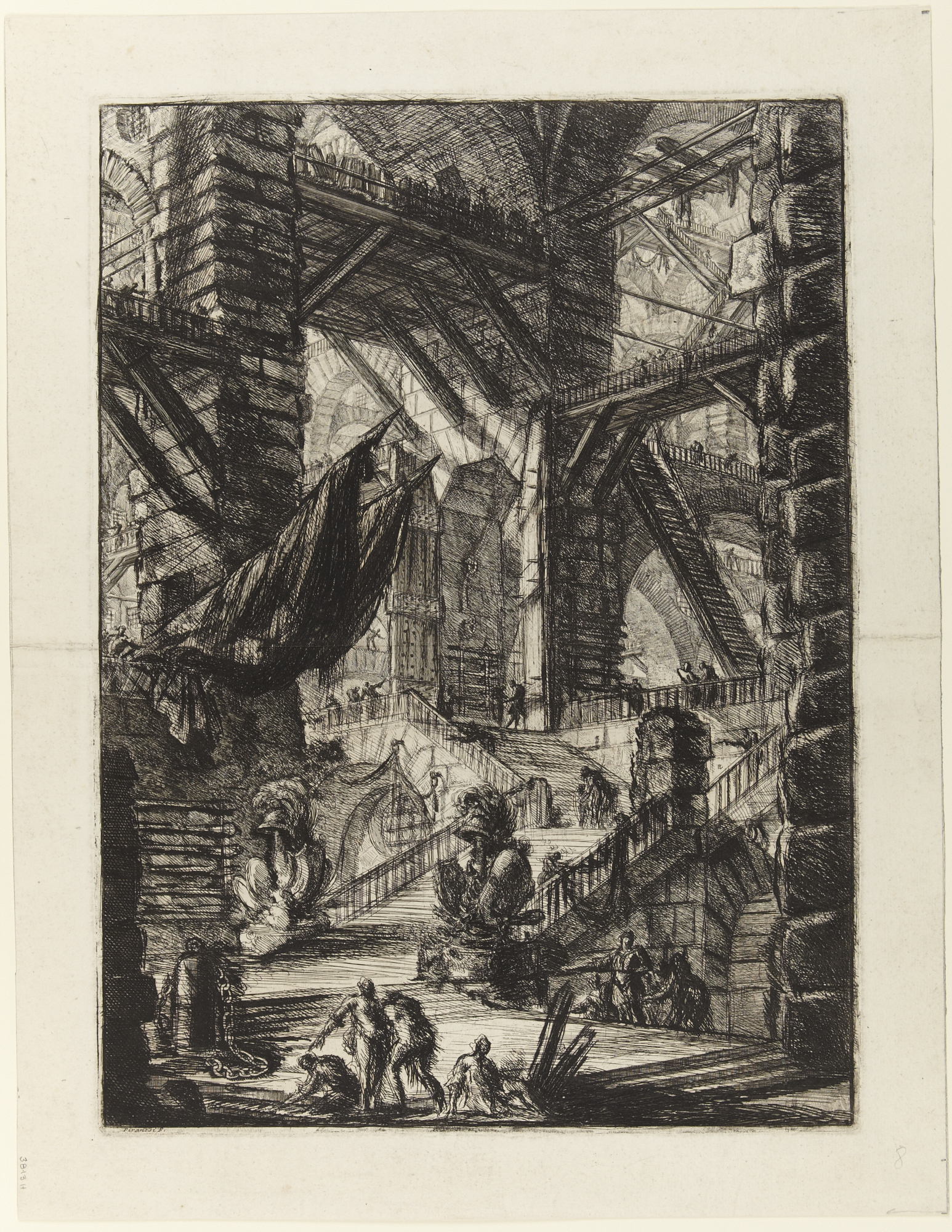
Естамп VIII : Трофейні сходи
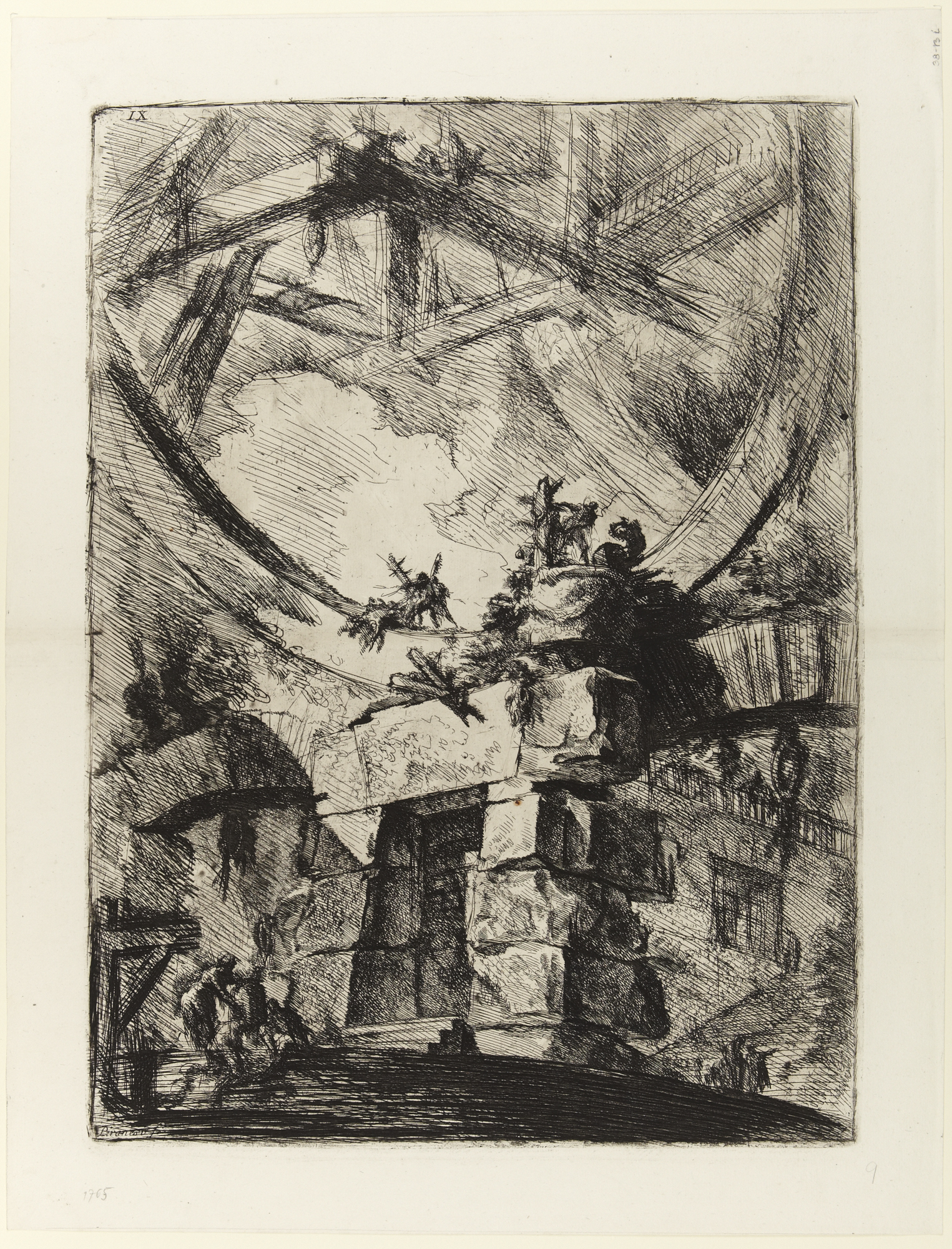
Естамп  IX : Величезне колесо
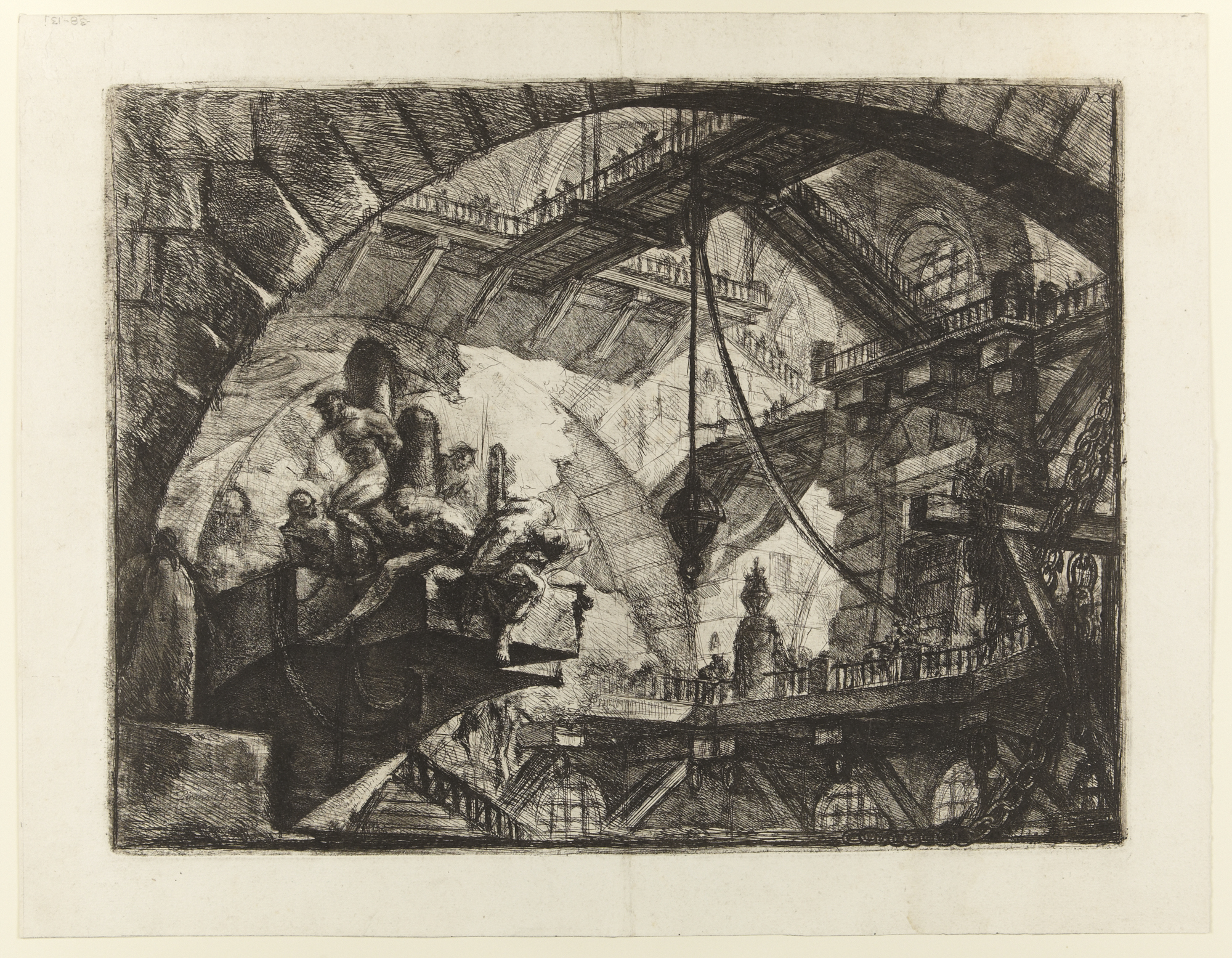
Естамп  X : Платформа в’язнів
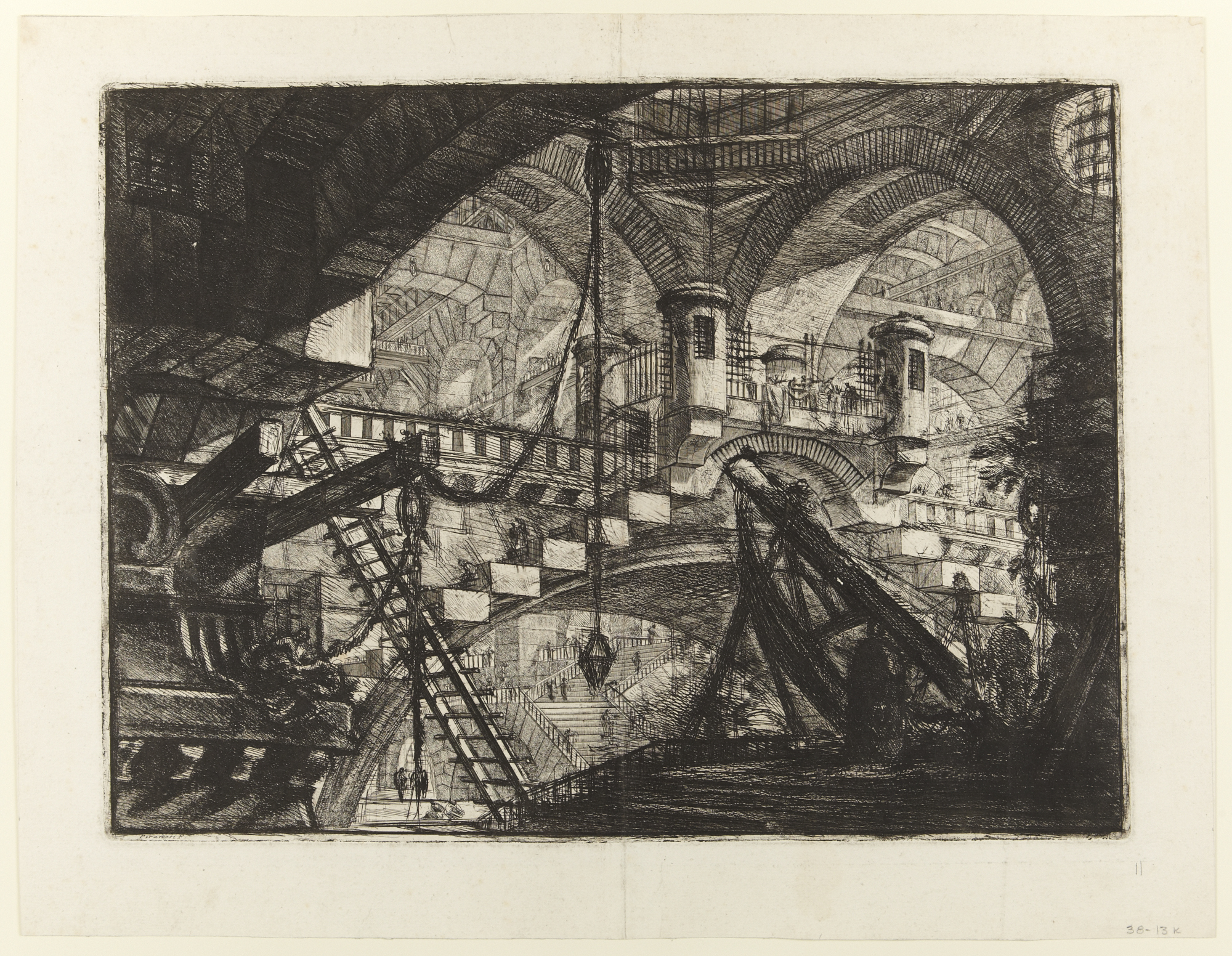
Естамп  XI : Арка, оздоблена черепашками
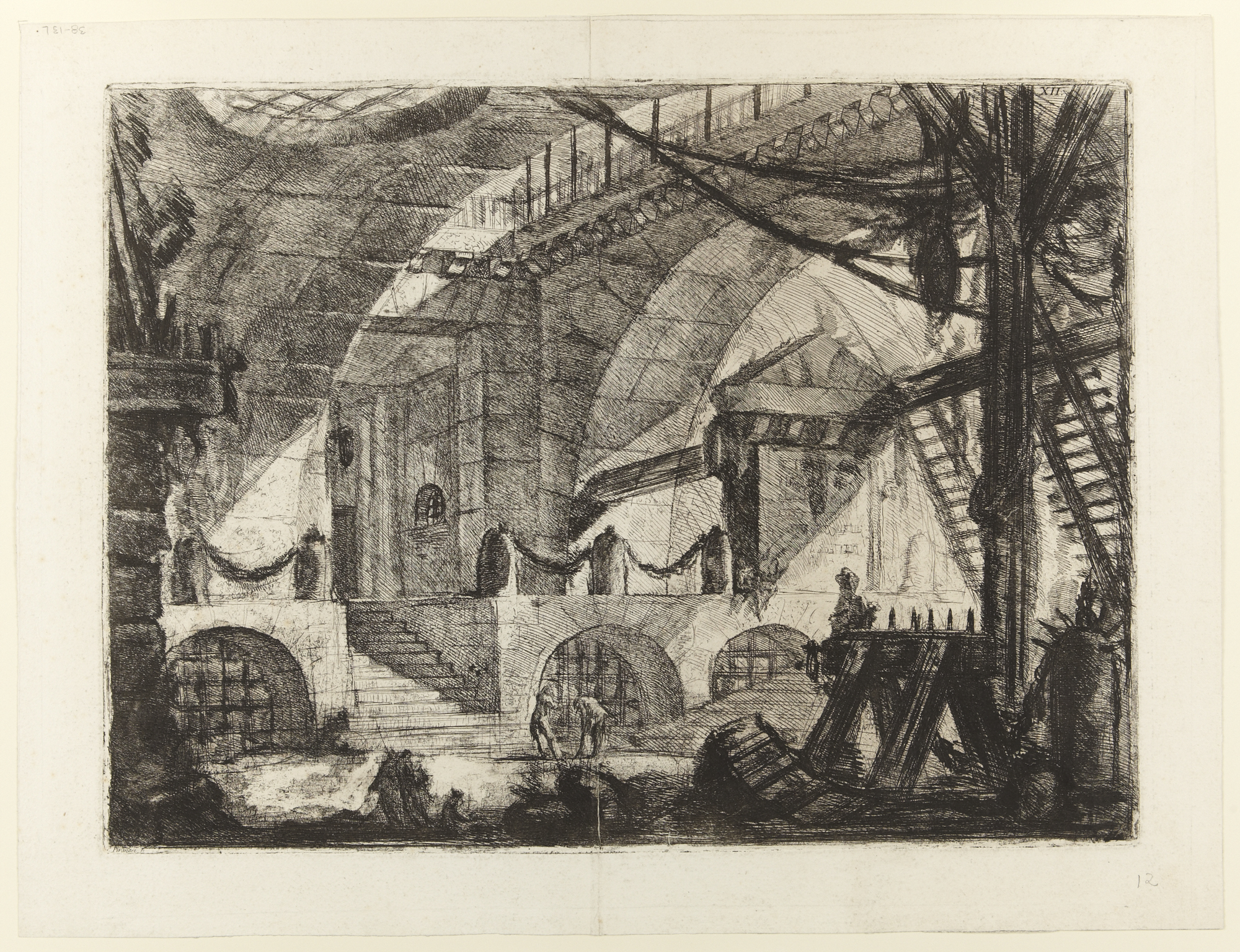
Естамп  XII : Мольберт
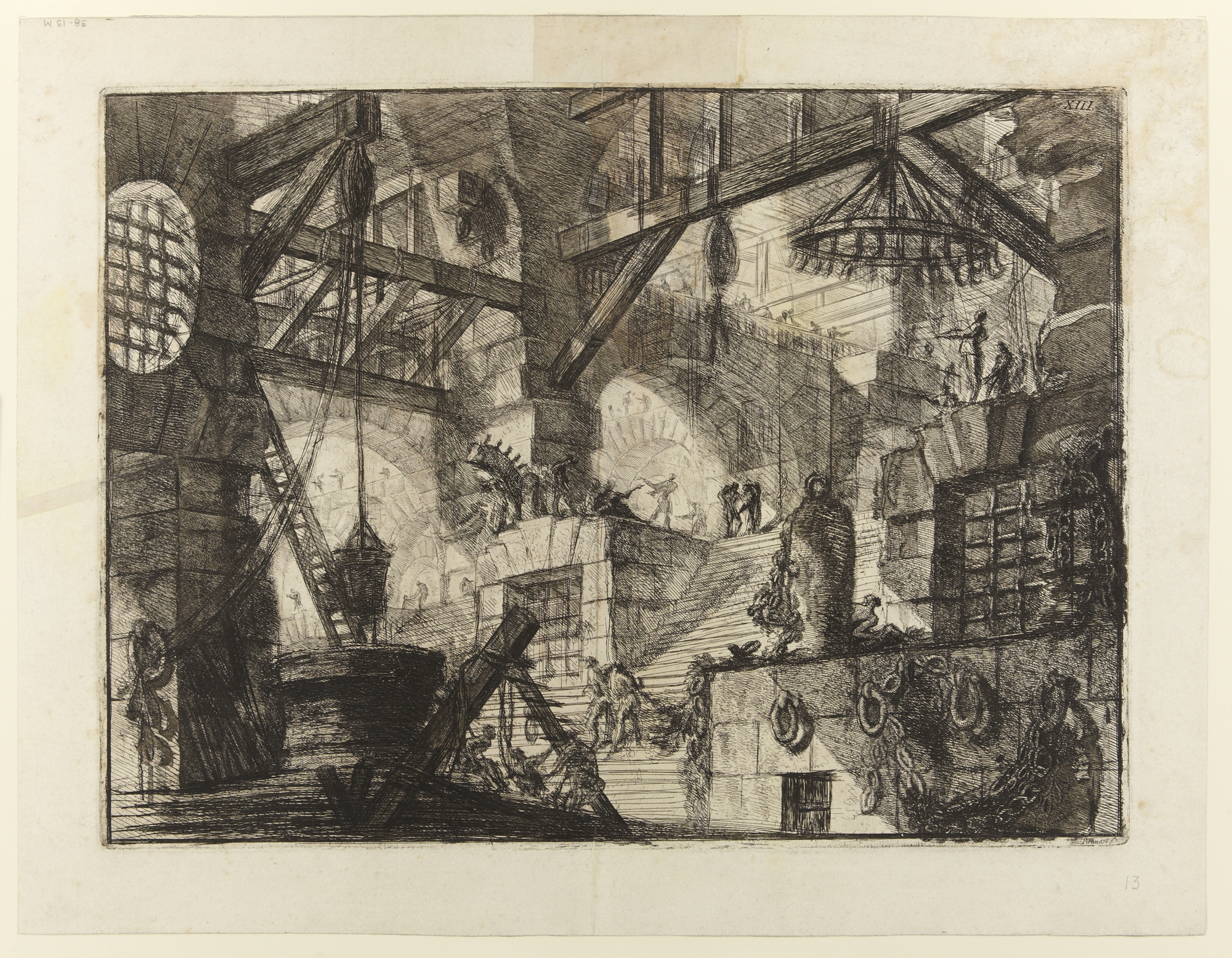
Естамп  XIII : Колодязь
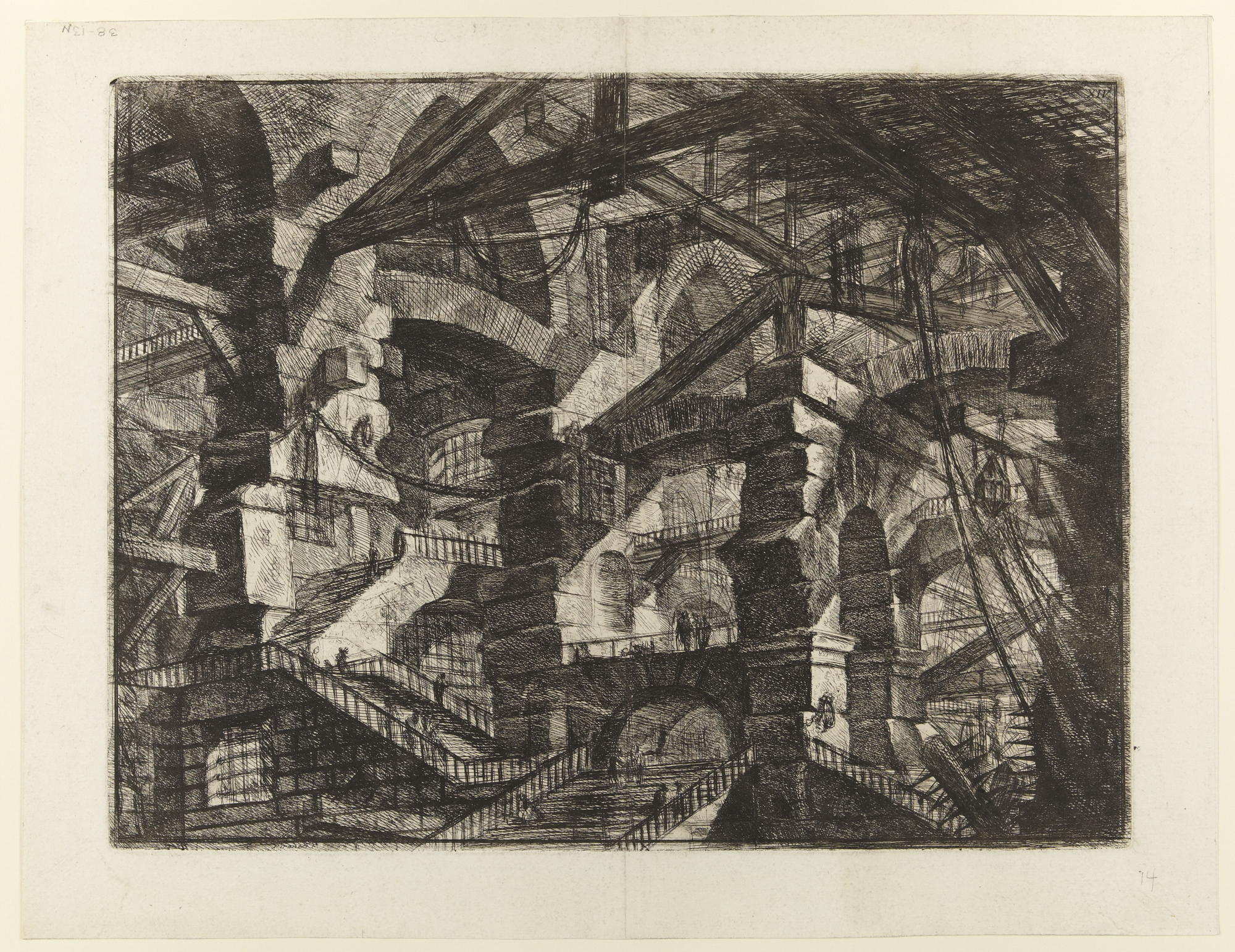
Естамп  XIV : Готична арка
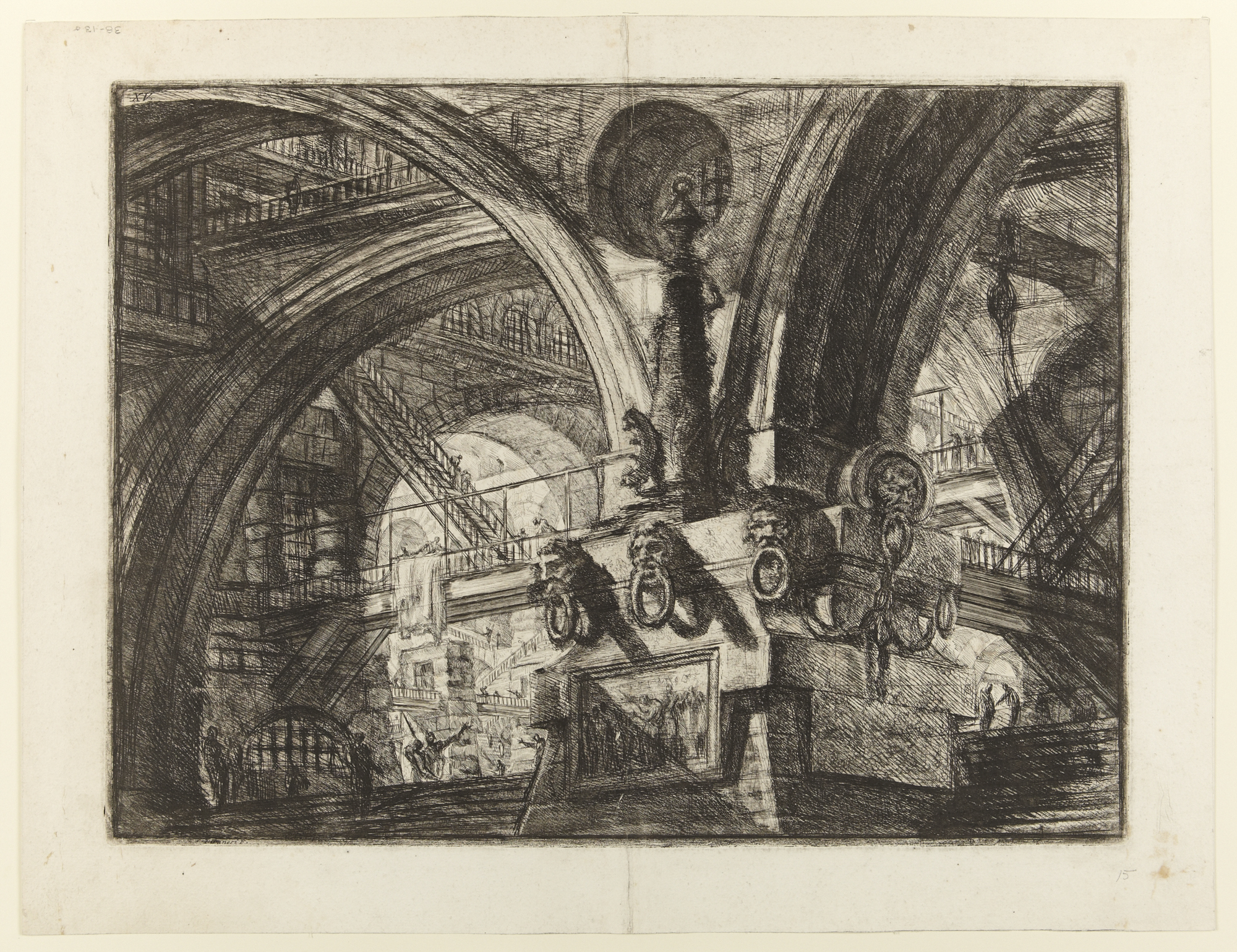
Естамп  XV : Стовп із ліхтарем
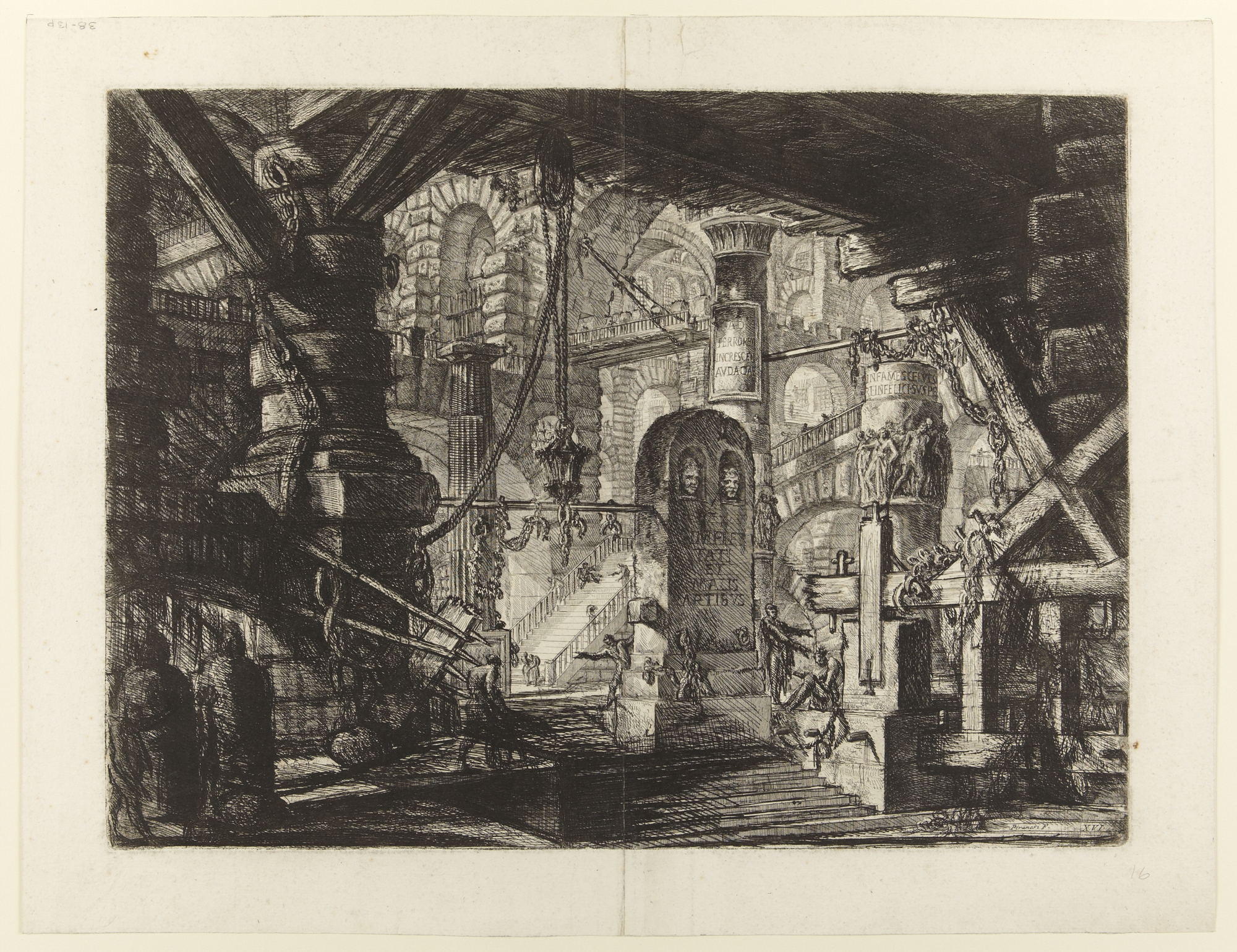
Естамп  XVI : Стовп у ланцюгах